# Scipionyx

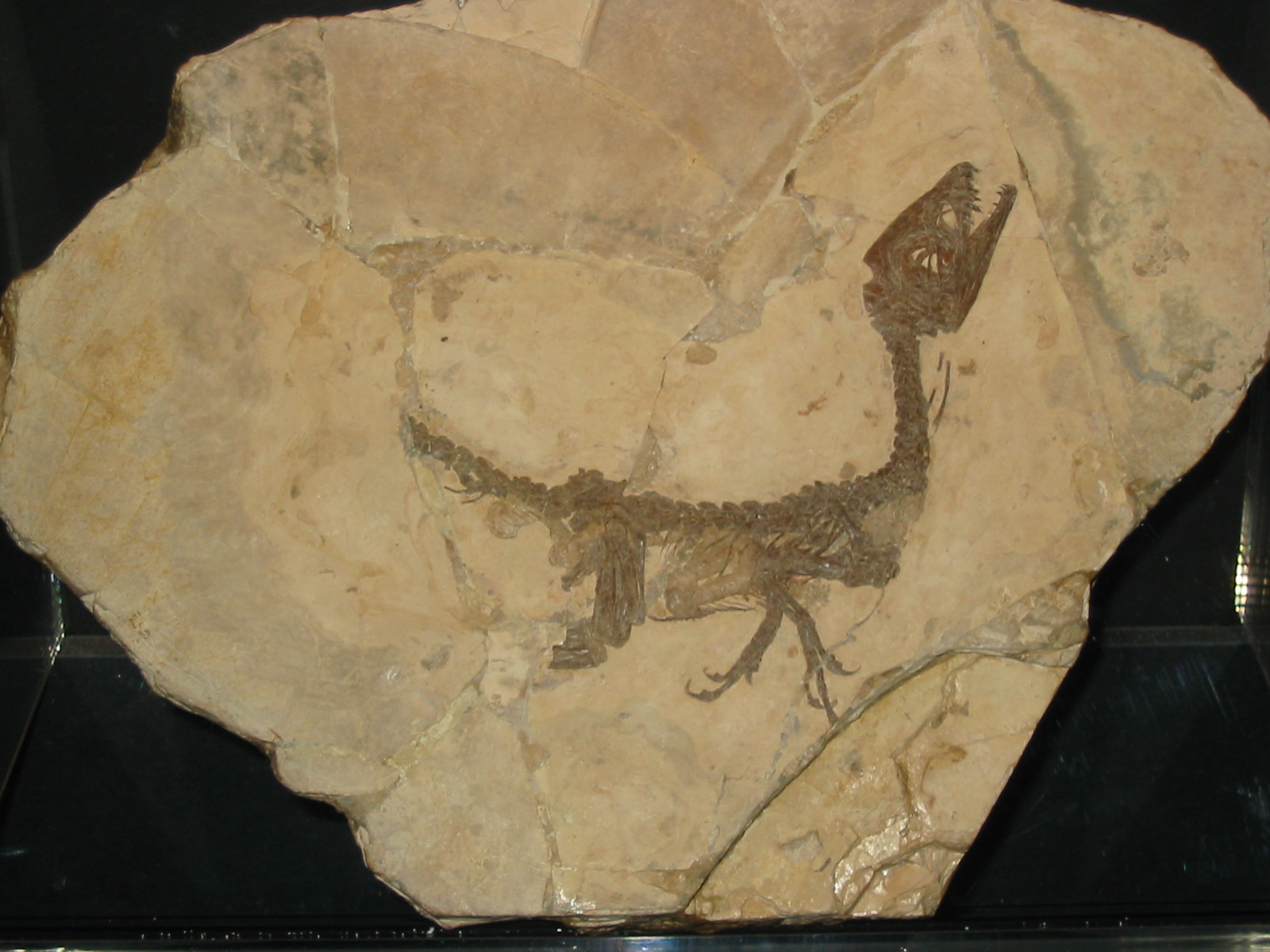
Scipionyx samniticus

Scipionyx samniticus is een vleesetende theropode dinosauriër, behorend tot de groep van de Coelurosauria, die tijdens het vroege Krijt, ongeveer 110 miljoen jaar geleden, leefde in het gebied van het huidige Italië.
Het fossiel van Scipionyx is in 1981 gevonden door een amateurpaleontoloog die de vondst pas in 1993 bij de autoriteiten inleverde. Het geslacht kreeg in 1998 zijn naam, die "Scipio's klauw" betekent, toen de typesoort Scipionyx samniticus benoemd werd. De bekendmaking van Scipionyx in de jaren negentig was uiterst opzienbarend: het ging om een zeer jong dier waarbij, uniek voor een dinosauriërfossiel, grote resten van de spieren en ingewanden bewaard waren gebleven. Het is daarmee een van de belangrijkste ontdekkingen binnen de studie naar dinosauriërs.
Omdat het exemplaar zo jong is, misschien maar drie dagen oud en een halve meter lang, wordt het lastig aan te geven hoe het er als een volwassen dier uitzag. Het zal dan ongeveer anderhalf à twee meter lang geweest zijn. Het liep op zijn lange achterpoten waarbij de horizontale romp in evenwicht gehouden werd door een lange staart. Met de geklauwde kortere voorpoten en de kop werden kleine prooien gegrepen. Bij het fossiel zijn verschillende verteerde resten van hagedissen en vissen in de ingewanden gevonden. Bij het exemplaar zijn geen schubben of veren aangetroffen. Men vermoedt echter dat Scipionyx, net als sommige van zijn directe verwanten in de Compsognathidae, een primitief verenkleed bezat en warmbloedig was.

## Vondst en naamgeving
In het voorjaar van 1981 vond de Italiaanse amateurpaleontoloog Giovanni Todesco, een vierendertigjarige schoenmaker uit San Giovanni Ilarione bij Verona, tijdens een uitstapje met vrouw en vrienden in de Le Cavere-steengroeve aan de rand van het dorpje Pietroroja in de Apennijnen, zeventig kilometer ten noordoosten van Napels, in een laag van de daar aanwezige Plattenkalk ofwel de Calcari di Ittioliti di Pietraroja, een klein fossiel, een kalkplaat waarop een skelet zichtbaar was. Todesco dacht dat het misschien van een oervogel was. Dergelijke vondsten zijn in Italië automatisch eigendom van de Staat maar Todesco besloot het fossiel niet te melden. In plaats daarvan prepareerde hij het zelf in de kelder van zijn huis met behulp van wat beitels en spijkers. Blootgelegde botten bedekte hij met een ruime hoeveelheid vinyllijm wat het al snel zeer lastig maakte de verwijdering van het omvattende kalkgesteente voort te zetten, temeer daar hij puur op het blote oog werkte, zonder enig optisch instrument. Omdat de kalkplaat uit elkaar dreigde te vallen, verstevigde hij die door met kit ondersteunende platen aan de randen te bevestigen. De staart van het skelet was voor een deel afwezig en daarom vulde hij die aan met een, overigens nog steeds te korte, nepstaart van gekleurde polyesterhars. Niet tevreden over het resultaat van zijn inspanningen nodigde Todesco in het voorjaar van 1993 paleontoloog Giorgio Teruzzi van het Museo di Scienze Naturali di Milano uit naar zijn huis om wat hij il cagnolino ("puppy") noemde naar zijn scherpe tandjes, te bekijken. In de Italiaanse pers is later het verhaal opgedoken dat Todesco hiertoe bewogen zou zijn door het zien van de film Jurassic Park maar die rolprent kwam pas in de zomer van dat jaar uit. Teruzzi identificeerde het fossiel als het jong van een dinosauriër en gaf het een tweede bijnaam: Ambrogio naar de patroonheilige van Milaan, Sint Ambrosius. Omdat hijzelf geen expert was op het gebied van dinosauriërs riep hij een van de weinige Italiaanse paleontologen erbij die wel ervaring had op dat terrein, de priester Giuseppe Leonardi. Franco Capone, wetenschapsjournalist van het nieuwsblad Oggi en voormalig persagent van het museum, wist Todesco ervan te overtuigen vrijwillig van de vondst afstand te doen teneinde een strafvervolging te voorkomen. Todesco persoonlijk overhandigde toen op 15 oktober 1993 het specimen, waarvan de waarde later op tweeënhalf miljoen euro geschat is, verpakt in een slaapzak aan de archeologische intendance in Napels. De vondst werd hierop toegevoegd aan de staatscollectie van het Soprintendenza per i Beni Archeologici di Salerno, Avellino, Benevento e Caserta waartoe het nog steeds officieel behoort; vanaf 19 april 2002 wordt het fossiel in een eigen zaal tentoongesteld door het Museo Archeologico di Benevento dat het in bruikleen heeft van de Staat. Deze situatie is politiek niet onomstreden; verschillende parlementsleden van Il Popolo della Libertà, waaronder in 2013 Nicola Formichella, hebben ervoor gepleit dat het fossiel terugkeert naar Pietroroja om daar getoond te worden in het gebouw van het er inmiddels opgetrokken Paleolab. Het bezwaar van een geringere toegankelijkheid in het afgelegen bergdorp wilde hij ondervangen door het plaatsen van een speciale webcam zodat de hele wereld via internet het stuk kon observeren.

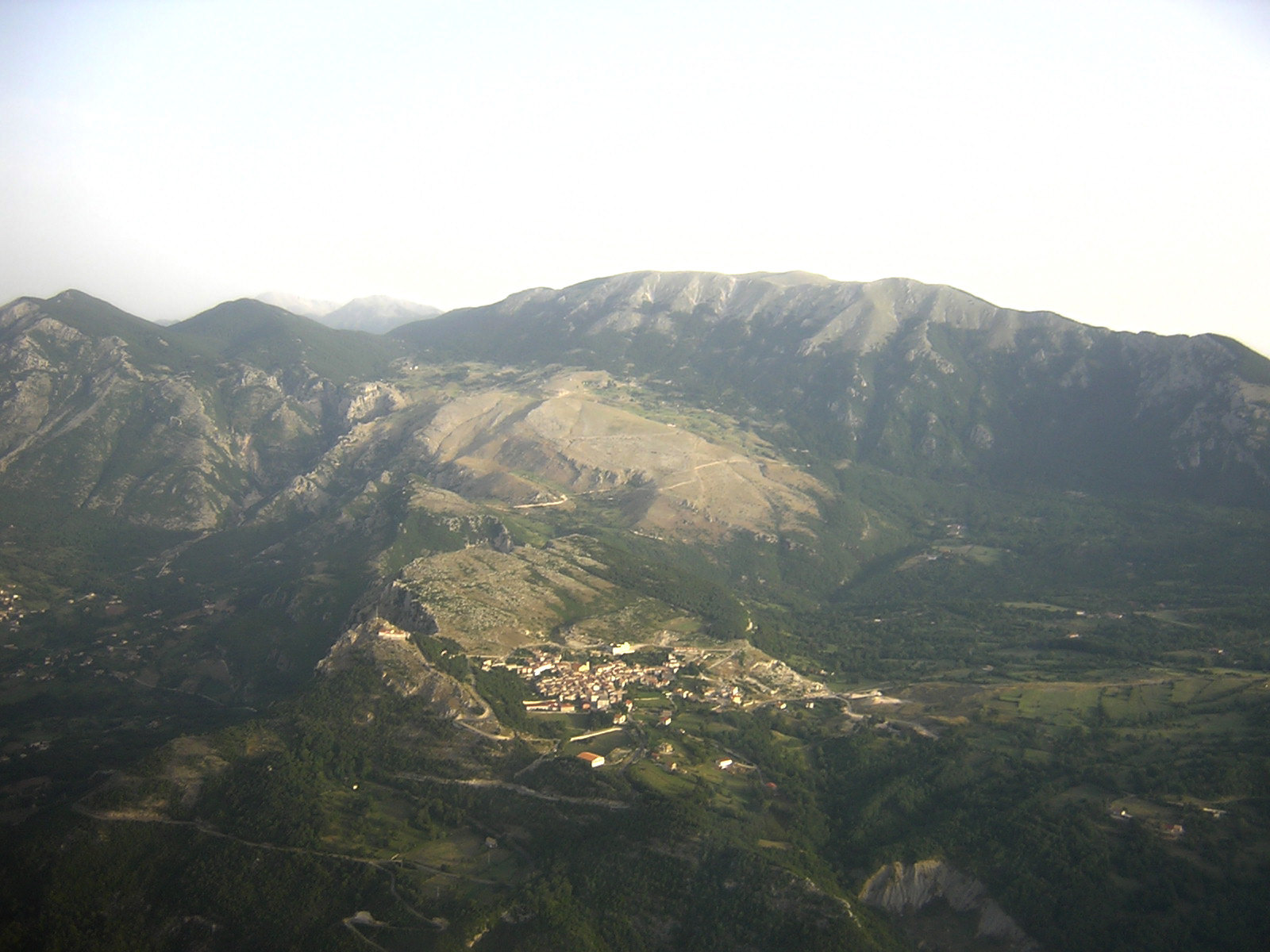
Pietroroja vanuit het zuidoosten; de kale helling net boven het dorp is de verweerde Plattenkalk met direct aan de dorpsrand de La Cavere-groeve

In 1993 werd de ontdekking door Teruzzi en Leonardi gemeld. Dit zorgde voor enige publiciteit: het fossiel was de eerste dinosauriër die in Italië gevonden was. Het blad Oggi dat de journalistieke primeur had, gaf hierbij het jong de bijnaam Ciro ("Cyrus"), een typische Napolitaanse jongensnaam, een idee van hoofdredacteur Pino Aprile. Ook liet het blad een model op ware grootte maken, een werk van Silvo Tassinari en Lorenzo Baides. In 1994 kreeg het museum de vergunning het fossiel verder te prepareren; hetzelfde jaar publiceerde Leonardi een uitgebreider artikel over de vondst. In 1995 beschreef Marco Signore de vondst in zijn dissertatie. Hierin gaf hij de soort de naam "Dromaeodaimon irene" die als ongepubliceerde nomen ex dissertatione echter nog niet geldig was. Toen was de preparatie door Sergio Rampinelli, die vanaf begin 1994 gedurende driehonderd uur in Salerno de resten verder blootlegde, nog niet voltooid. Het vinyl en de nepstaart werden verwijderd en de botten dieper blootgelegd waarna ze bedekt werden met de kunsthars Paraloid B72. Het nieuwe onderzoek toonde aan dat het fossiel verbluffend goed geconserveerd was: een belangrijk deel van de ingewanden was bewaard gebleven. Daarom werd ervan afgezien de beenderen met een zuurbad verder vrij te leggen: dat zou de kwetsbare resten van de weke delen vernietigd hebben.

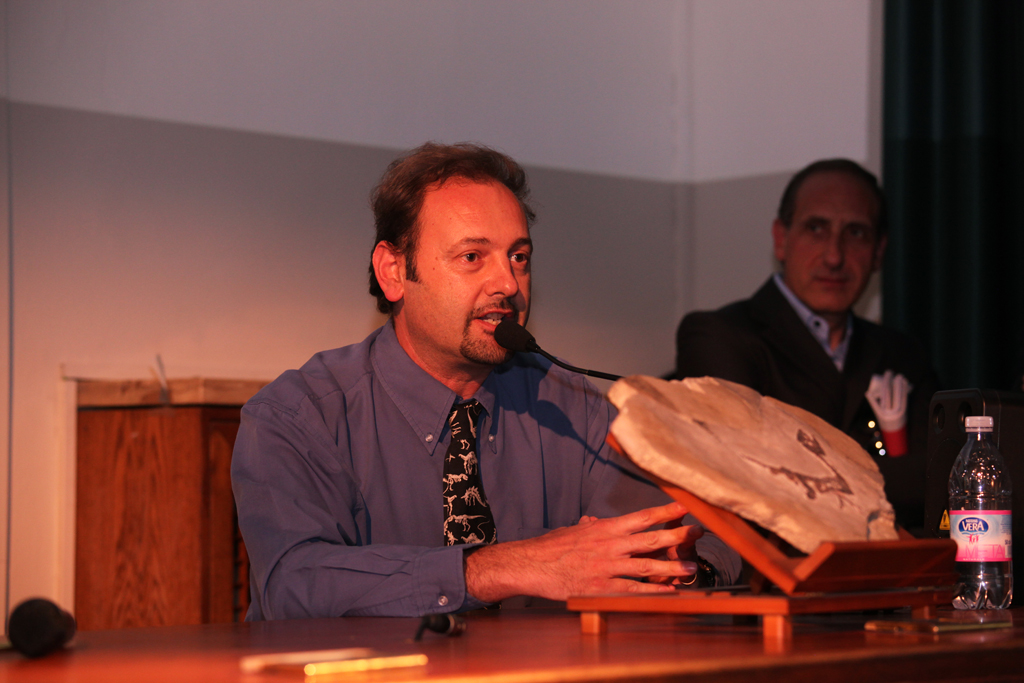
Dal Sasso met een afgietsel van het holotype in 2012

In 1998 benoemden en beschreven Signore en Cristiano dal Sasso de soort in een artikel in het prestigieuze blad Nature. De naam "Dromaeodaimon" bleek verlaten; men koos nu, na als alternatieven "Italosaurus", "Italoraptor" en "Microraptor" overwogen te hebben, voor de soortnaam Scipionyx samniticus. De geslachtsnaam verbindt een verwijzing naar zowel de grote geoloog Scipione Breislak die de stratigrafie van het vondstgebied voor het eerst vastlegde, als naar de Romeinse consul Publius Cornelius Scipio Africanus maior, met een Klassiek Grieks ὄνυξ, onyx, "klauw". De soortaanduiding verwijst naar Samnium, die naam voor het gebied in de klassieke oudheid. De beschrijvers hebben later aanbevolen de naam op zijn Italiaans uit te spreken, dus als "Sjiepieónix", in reactie op de gangbare Engelse uitspraak "Siepájonix". Overigens heeft het dier ook nog een Amerikaanse bijnaam, al zijn vierde: paleontoloog Thomas Holtz noemde hem Skippy the Dinosaur. Pas in 1998 werd Scipionyx in Italië echt een beroemdheid. De grote publiciteit pakte voor Todesco niet zo gunstig uit: in 1999 werd zijn hele fossielenverzameling in beslag genomen en hij werd alsnog vervolgd wegens verduistering van oudheden. In 2004 kreeg hij echter van de rechtbank ontslag van rechtsvervolging; aangezien niet bewezen kon worden dat hij het belang van de vondst meteen had ingezien, achtte men het doorslaggevend dat hij het fossiel uiteindelijk vrijwillig had ingeleverd.
Het fossiel, holotype SBA-SA 163760, is gevonden in een mariene afzetting die nog niet formeel benoemd is maar dateert uit het onderste Albien, ongeveer 110 miljoen jaar oud. Het bestaat uit een in verband liggende gedeeltelijk skelet met schedel en onderkaken van een zeer jong dier, platgedrukt op een enkele plaat. Alleen het uiteinde van de staart vanaf de tiende wervel, de onderkant van de achterpoten en de tweede rechterhandklauw ontbreken — vermoedelijk alleen maar doordat Todesco de steenplaat niet zorgvuldig genoeg geborgen heeft. Van de weke delen zijn de luchtpijp, de lever, het darmkanaal, bloedvaten, verschillende spiergroepen, bindweefsel, pezen, kraakbeenelementen en hoornschachten aanwezig, ofwel versteend of in de vorm van omzettingsresten. In de endeldarm is nog feces aanwezig met daarin de verteerde resten van een maaltijd. Resten of afdrukken van de huid en van mogelijke schubben of veren zijn niet ontdekt. Hoe het fossiel zo goed geconserveerd kon worden, is nog onduidelijk. De twee belangrijkste hypothesen zijn dat het karkas of in een lagune afzonk of in een wat diepere modderlaag in open zee, in beide gevallen in zuurstofloos of anoxisch water dat de normale verrotting voorkwam.
De beschrijving uit 1998 was wat summier omdat Nature grote beperkingen stelt aan de lengte van een artikel; daarbij was het fossiel nog niet met alle moderne middelen onderzocht die het uitzonderlijke belang ervan rechtvaardigde. Daartoe werd het fossiel tussen december 2005 en oktober 2008 van Benevento naar het natuurhistorisch museum van Milaan overgebracht. In 2011 verscheen een uitgebreide monografie die Scipionyx tot de meest grondig beschreven dinosauriër ooit maakte.

## Beschrijving

### Algemene bouw en grootte

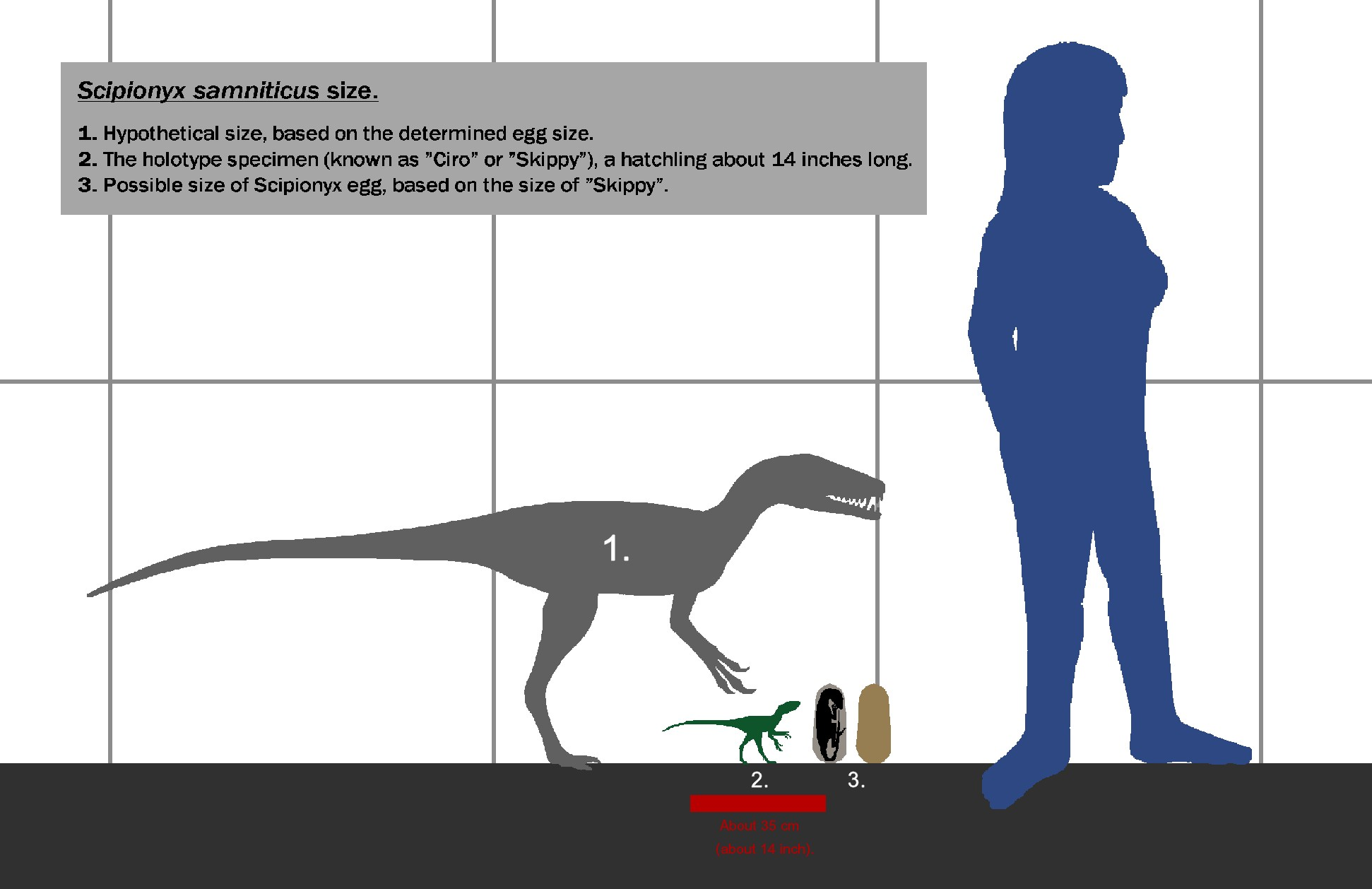
Een volwassen scipionyx, een ei en een net uitgekomen jong van vijfendertig centimeter lang vergeleken met een mens

Het is lastig een beschrijving van de soort als zodanig te geven daar de vondst een zeer jong dier betreft dat hoogstens enkele weken oud kan zijn geweest toen het stierf. Tijdens de groei zouden vele details en de algemene proporties zich ongetwijfeld nog sterk gewijzigd hebben. Als theropode is Scipionyx een tweevoeter met een horizontale romp, in evenwicht gehouden door een lange staart. Vermoedelijk had het volwassen dier een relatief lange nek want die is bij het fossiel al langgerekt en dit zou tijdens de rijping denkelijk nog toenemen. De voorpoten zijn ook lang en hiervoor zou het omgekeerde kunnen gelden, hoewel het er meer op lijkt dat een relatief grote armlengte toch typerend is voor het taxon. De achterpoten zijn relatief langgerekt en de kop groot; tijdens de groei zouden die vermoedelijk proportioneel kleiner worden. De romp zou daardoor in relatieve grootte toenemen. Het is waarschijnlijk dat Scipionyx een primitief verenkleed had, zowel tijdens zijn jeugd als gedurende zijn volwassenheid want zo'n lichaamsbedekking was vermoedelijk de normale toestand van de coelurosauriërs waartoe hij behoorde.
De bewaarde resten van het fossiel hebben een lengte van 237 millimeter. Met een volledige staart zou het jong ongeveer vijftig centimeter lang geweest zijn; Dal Sasso & Maganuco doen een poging tot een exacte schatting van 461 millimeter. Het gewicht is geschat op een halve kilogram. Het is zeer problematisch hieruit de volwassen lengte te extrapoleren. Embryo's van Lourinhanosaurus zijn ongeveer veertig centimeter lang; er is een kaakfragment bekend van een pas uitgekomen jong van Allosaurus dat ongeveer een halve meter lang geweest moet zijn. Deze soorten hadden een volwassen grootte van zo'n acht meter; zou men aannemen dat Ciro net uit het ei gekomen was, dan zou eenzelfde verhouding tussen jong en vrijwel uitgegroeid dier voor Scipionyx wijzen op een zeer aanzienlijke volwassen lichaamslengte. Dat past echter slecht bij de vermoedelijke fylogenie van het dier. De beschrijvers berekenden dat Scipionyx een basale coelurosauriër was. Het grootste bekende dier onder in de coelurosaurische stamboom is Sinocalliopteryx met een lengte van 234 centimeter. Liever dan aan te nemen dat Scipionyx een reuzenvorm was onder deze soorten, veronderstelden ze dat kleinere theropoden uit die periode relatief grotere eieren legden, net als bij de nog levende theropoden, de vogels. Ze zagen aldus geen dwingende reden aan te nemen dat Scipionyx groter was dan Sinocalliopteryx, hoewel ze zich onthielden van een meer exacte schatting. Eerder was een lengte van anderhalve meter en een gewicht van twintig à dertig kilogram gegeven.

### Onderscheidende kenmerken
Net als het algemene beeld van de soort worden ook de onderscheidende kenmerken verduisterd door de jonge leeftijd. Slechts die eigenschappen die tijdens de rijping niet wezenlijk veranderen kunnen als autapomorfie worden gezien, een nieuw afgeleid kenmerk dat de status als afzonderlijk taxon rechtvaardigt.
In de beschrijving van 2011 werden er daarvan toch nog een flink aantal van acht aangegeven, een gunstig gevolg van de zeer gedetailleerde beschrijving. In de praemaxilla van de bovenkaak staan vijf tanden. De fossa van het bovenste slaapvenster heeft op het postorbitale ter hoogte van het raakpunt van het voorhoofdsbeen en het wandbeen een golvende richel. De onderste tak van het squamosum heeft een rechthoekig uiteinde. De pols bestaat slechts uit twee op elkaar liggende botjes: het os radiale en een vergroeiing van de onderste eerste en tweede carpalia. Dit laatste element is lensvormig, niet halvemaanvormig, van boven naar beneden afgeplat en volledig versmolten zonder enig spoor van een beennaad. De derde vinger is opvallend langer, 23%, dan de eerste vinger. De inham in de voorrand van het voorblad van het darmbeen is naar voren gericht en slechts gering ontwikkeld. De voorrand van het zitbeen heeft een uitsteeksel, de processus obturatorius, dat flink uitsteekt en een rechthoekig uiteinde heeft.
Bij de beschrijving van 1998 had men van deze acht kenmerken er pas twee ontdekt: de richel op het postorbitale en het platte polsbeentje.

### Skelet

#### Schedel

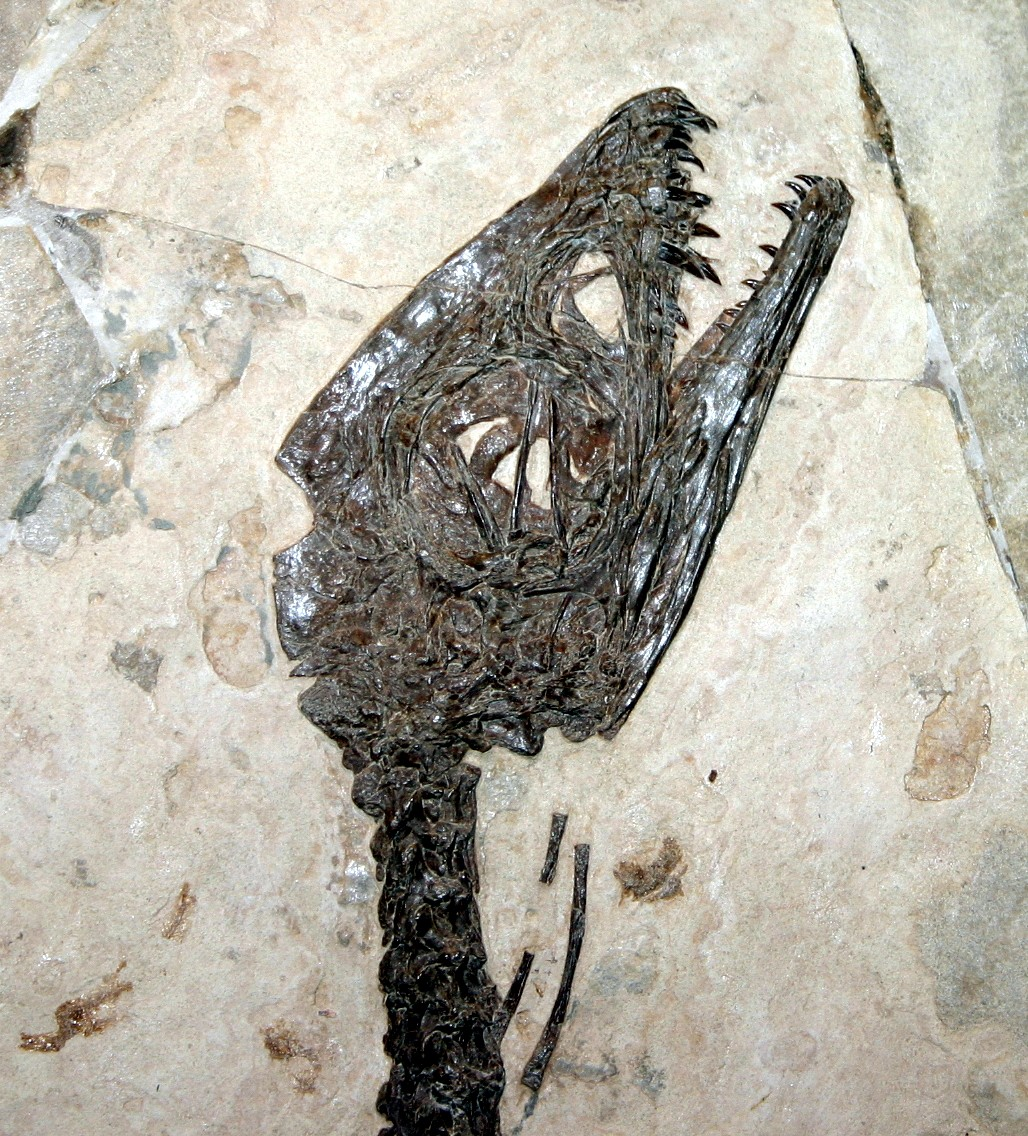
Het holotype van Scipionyx heeft een vrij korte kop; links is duidelijk de fontanel zichtbaar

De schedel van het holotype van Scipionyx is relatief erg groot — half zo lang als de rug en de nek samen — maar tegelijk kort in de zin dat de snuitlengte beperkt is ten opzichte van de oogkas die een derde van de schedellengte uitmaakt. Beide eigenschappen zijn juveniele kenmerken die samenhangen met de zeer jeugdige leeftijd. Het is echter waarschijnlijk dat ook het volwassen dier een relatief grote kop had want dat is een typisch kenmerk van compsognathiden; typisch zal daarbij de snuitlengte echter flink zijn toegenomen. Door de grote oogkassen hangt het achterdeel van de schedel wat af; ook dit kan bij het ouder worden veranderd zijn. Het bot van de schedel is bij dit jonge dier erg glad, zonder verruwingen of ornamenteringen, en er zijn geen kleine openingen voor de zenuwkanalen zichtbaar. Door de korte snuit is de grote schedelopening, de fenestra antorbitalis, van voor naar achteren verkort en bijna halfcirkelvormig met de rechte zijde aan de achterkant. Deze opening ligt in een driehoekige verdieping of fossa waarin zich meer naar voren twee kleinere openingen bevinden, een trapeziumvormige fenestra maxillaris en daarvoor een kleine ovale fenestra promaxillaris. Achter de ronde oogkas, waarin een scleraalring van minstens zestien plaatjes het oog ondersteunt, bevindt zich het vrij grote rechthoekige onderste slaapvenster dat achteraan iets toegeknepen wordt door de onderste tak van het squamosum. Ook het kleinere bovenste slaapvenster is rechthoekig. Aan de binnenzijde ligt dit niet in een verdieping maar gaat plots over in de buitenste rand van het wandbeen.
Bij het holotype is de snuit zeer spits, niet doordat de hellingshoek zo scherp is — in feite 60° met het verticale vlak — maar omdat de snuitpunt pas vlak voor het einde ronder wordt. Het bot van de snuitpunt, de praemaxilla, draagt het ongewone aantal van vijf tanden, terwijl vier normaal is bij verwante soorten. Achter de praemaxilla ligt de maxilla ofwel bovenkaaksbeen. Door de korte snuit is dit bot erg hoog maar het grootste deel van die hoogte wordt ingenomen door de uitholling van de fenestra antorbitalis: het onderste deel aan de buitenkant van de schedel is bij dit jonge dier erg ondiep. Uitholling en zijwand worden gescheiden door een opstaande richel, iets wat ook bekend is van Huaxiagnathus. Parallel daaraan heeft ook de uitholling een hoger gelegen richel die naar de onderkant van de fenestra maxillaris loopt. Een bovenste uitloper van die richel vormt een pila interfenestralis, een afscheiding tussen de fenestra antotorbitalis en de fenestra maxillaris. De voorste tak van de maxilla is zeer kort. Sommige onderzoekers meenden zelfs eerst dat deze helemaal afwezig was maar Dal Sasso & Maganuco identificeerden in 2011 een deukje als de overgang tussen de opgaande tak en de voorste tak en meenden dat die laatste zich tijdens de groei nog aanzienlijk naar voren toe had uitgebreid, zoals bij alle verwanten. Ondanks de geringe lengte van de tak lijkt er toch al een begin waarneembaar van een hiaat tussen de premaxillaire en de zeven maxillaire tanden die aan de achterkant versterkt worden door driehoekige interdentaalplaten die nog niet aan elkaar of de kaak vergroeid zijn. Boven de maxilla ligt het lange en gladde neusbeen waarvan de voorste takken de bovenkant van een vrij groot druppelvormig buitenste neusgat, de apertura nasi ossea, omvatten. De onderste tak is erg dun; de bovenste is gevorkt en omvat aan zijn uiteinde de bovenste opgaande tak van de praemaxilla. Achteraan is het neusbeen via een W-vormige beennaad al zeer hecht verbonden met het voorhoofdsbeen. Ter hoogte van deze naad vormt naar onderen een zeer robuust traanbeen in de vorm van een omgekeerde L de scheiding tussen de fenestra antorbitalis en de oogkas. In de bovenhoek tussen beide takken bevindt zich wel een kleine uitholling maar die wordt niet doorboord door een foramen. Bovenop vormt het traanbeen geen hoorntje. Omdat het traanbeen L-vormig is, wordt de voorste bovenrand van de oogkas gevormd door een prefrontale. Dit is bij Scipionyx een uitzonderlijk groot driehoekig element waarvan de voorste punt tussen het neusbeen en het traanbeen dringt en zo dit laatste van het voorhoofdsbeen scheidt. Het heeft daarbij een dunne uitloper over de bovenkant van de voorrand van de oogkas. Het voorhoofdsbeen is lang en achteraan het breedst waar het een ruwe opvallende golvende dwarsrichel vormt aan de voorrand van de uitholling voor het bovenste slaapvenster. Deze richel, mogelijk een aanhechting voor spieren, is ook bekend van Tyrannosauroidea en Maniraptora maar ligt bij deze groepen meer vooraan.
Bij het fossiel is op het schedeldak een grote inkeping te zien. Oorspronkelijk werd gevreesd dat deze het gevolg was van de onoordeelkundige preparering door Todesco die een heel stuk bot van de steenplaat losgebroken zou hebben. Later bleek echter door onderzoek met de microscoop dat de randen grotendeels geen breukvlakken waren. Men gaat er nu van uit dat de inkeping een fontanel is tussen de voorhoofdsbeenderen en de wandbeenderen die door het platdrukken tijdens de fossilisering nog wat verder open is gaan staan en bij het oudere dier zou zijn dichtgegroeid. Het is de eerste keer dat zo'n fontanel bij een net uitgekomen basale dinosauriër is aangetroffen. De fontanel neemt maar een beperkte breedte in: meer aan de zijkanten zijn de voorhoofdsbeenderen vergroeid met de wandbeenderen die vrij kort zijn, wat afhangen, geen middenkam hebben op hun raakvlak en slechts een lage dwarskam bij de overgang naar het achterhoofd.
Het voorhoofdsbeen heeft achter aan een afhangende tak richting het driestralige postorbitale waarvan een korte horizontale tak de achterste bovenrand van de oogkas vormt en een langere verticale tak de bovenste achterrand. Deze laatste raakt de opgaande tak van een vrij vlak jukbeen dat aan de voorrand van de oogkas geen verticale tak heeft. De achterste horizontale tak van het jukbeen lijkt gevorkt maar wordt in feite overgroeid door de punt van de voorste tak van een L-vormig quadratojugale. De opgaande tak daarvan vormt de onderste achterrand van het onderste slaapvenster en raakt wellicht de onderste tak van een vierstralig squamosum; in het fossiel is er een hiaat zoals bij sommige andere theropoden en Dal Sasso & Maganuco achtten het mogelijk dat dit werkelijke toestand vertegenwoordigt in welk geval het onderste slaapvenster aan de achterkant open zou zijn. De verbinding tussen quadratojugale en squamosum zou dan slechts gevormd zijn door het meer naar achteren gelegen quadratum dat vrij dun is en licht naar voren helt. Intern heeft het quadratum een breed vleugelblad dat het pterygoïde aan de onderkant van de hersenpan raakt en de achterwand vormt voor de schedelholte waarvan het onderste slaapvenster de toegang is. De onderste hoek van het quadratum is de bovenkant van het kaakgewricht.
De rand tussen schedeldak en achterhoofd wordt nog gevormd door de wandbeenderen. Tegen de onderkant ervan sluit het bovenste achterhoofdsbeen, het supraoccipitale, nauw aan, met een lager richeltje. Het supraoccipitale heeft geen middenrichel maar wel een lichte ruwe uitholling als aanhechting voor de nekspieren. Door het onderste slaapvenster heen is een bot van de zijwand van de hersenpan zichtbaar, het proöticum, dit toont de uitholling aan de onderkant van het middenoor, de fenestra ovalis, die aan de onderkant overgaat in een kleinere opening, de recessus tympanicus dorsalis; van de drie mogelijke recessus tympanici bij de fenestra ovalis, de uitholling waarop de ovale voet van de stapes rust die de trillingen van het trommelvlies doorgeeft, was dus althans het bovenste aanwezig. Door de oogkas is het dolkvormig uitsteeksel van de parasfenoïde, het voorste bot van de hersenpan, zichtbaar. Dit is langwerpig met een dwarsdoorsnede als van een omgekeerde V, dus driehoekig met de punt naar boven. Er zijn in het zichtbare parasfenoïde geen aanwijzingen voor de aanwezigheid van een door pneumatisering gezwollen onderkant van de hersenpan, een bulla. In 1998 werd een zeldzame orbitosfenoïde gemeld; in 2011 bleek dat een verschoven plaatje van de scleraalring te zijn.
De onderkant van de schedel van Scipionyx is redelijk bekend doordat de verschillende elementen grotendeels door de zijopeningen zichtbaar zijn. Zoals bij alle theropoden is de onderzijde een delicate en complexe constructie met vele gaten. Het achterste twee derden deel wordt bijeengehouden door beide pterygoïden. Het pterygoïde heeft een lange voorste tak die vermoedelijk het ploegschaarbeen raakte. De ploegschaarbeenderen of vomeres zijn dunne botten die de voorste middenlijn van het verhemelte vormen. Bij het zeer jonge holotype waren ze vooraan nog niet vergroeid en in het fossiel zijn ze verschoven geraakt. Meer naar achteren loopt een tak van het pterygoïde schuin zijwaarts naar het vierstralige os palatinum, het verhemeltebeen dat ook nog met het ploegschaarbeen, de maxilla en het jukbeen verbonden is. Het raakvlak tussen pterygoïde en palatinum is beperkt doordat het doorboord is door twee openingen: een kleine vooraan en een grotere achteraan. Nog meer naar achteren wordt het pterygoïde geraakt door een T-vormig uitsteeksel, de processus pterygoideus, van het ectopterygoïde dat de verbinding vormt met het middelste jukbeen. De voorste balk van dat uitsteeksel loopt langs de palatinale tak van het pterygoïde naar voren door zodat het ectopterygoïde net een puntcontact maakt met het palatinum. Het pterygoïde heeft echter weer achter de processus pterygoideus, opnieuw gescheiden door een opening, een eigen tak naar het jukbeen lopen. Naar achteren toe daalt het niveau van het pterygoïde eerst omdat het verhemelte hoger ligt dan de onderkant van de hersenpan. Iets achter de tak naar het jukbeen echter buigt het pterygoïde in een rechte hoek omhoog waarbij een brede vleugel gevormd wordt die met zijn achterrand de verbinding vormt met het verticale quadratum, de onderste achterhoek van de schedel. Deze vleugel wordt vooraan door een opstaand driehoekig epipterygoïde verbonden met het laterosfenoïde, de zijkant van de onderste hersenpan.

#### Onderkaken
Het holotype van Scipionyx is misleidend wat de vorm van de onderkaak betreft doordat de linkeronderkaak een eind onder en ook iets vóór de rechteronderkaak geschoven is. Zo lijkt het alsof een enkele onderkaak een stuk dikker en ook wat langer is dan in werkelijkheid. De onderkaak is langwerpig en vrij recht. Er is, anders dan in 1998 gemeld werd, geen opening in de buitenste zijkant. Hoogstwaarschijnlijk is er wel een binnenste opening als toegang tot de holle kaak voor de pees van de sluitspier maar die kan niet worden waargenomen. Het voorste bot van de onderkaak, het dentarium, is het slankst. Het is vooraan afgerond zonder "kin". Het dentarium draagt tien dentaire tanden. De onderkaken waren vooraan al flink vergroeid, zozeer dat bij de verschuiving van de linkeronderkaak het voorste deel daarvan aan de beennaad bleef zitten en als een flap invouwde over de binnenzijde. Dal Sasso & Maganuco meenden dat om toch een zekere beweeglijkheid te houden tussen de takken van de mandibula als geheel deze van boven bezien een lichte U-vorm zal hebben gehad in plaats van een V-vorm welke het vergroeiingsvlak te breed en te stijf zou hebben gemaakt. Het dentarium loopt ver naar achteren door tot aan het niveau van de voorrand van de oogkas. Parallel aan de kaakranden lopen twee rijen van kleine aderkanalen, geen van beide in een groeve. Volgens de beschrijving van 1998 was er boven achteraan aan de binnenkant van het dentarium een supradentarium aanwezig, een aparte beenstrip die bij sommige Tetanurae de binnenkant van de interdentaalplaten verstevigt. In 2011 werd echter geconcludeerd dat het een foute identificatie was van een hooggelegen spleniale dat de achterste binnenkant van de onderkaak uitmaakt. Aan zijn buitenkant loopt het dentarium via een zigzaggende beennaad over in het surangulare dat de hele achterste bovenkant van de onderkaak vormt. Het surangulare zet de kaaklijn van het dentarium ongebroken door; er is geen processus coronoides, een uitsteeksel op de achterste bovenrand dat als hefboom kan dienen. Onder het surangulare ligt het angulare dat in de beschrijving van 1998 voor het surangulare werd aangezien daar het in het fossiel naar boven geschoven is. Dit schiep ook de illusie dat er een lange zijopening in de buitenste kaakwand was doordat het dieper gelegen prearticulare onthuld werd, het lange bot dat aan de binnenkant de onderste achterkant van de onderkaak vormt. Het laatste bot van de onderkaak is het articulare dat achteraan het naar het midden toe licht bolle onderste kaakgewricht vormt. Het heeft een kort retroarticulair uitsteeksel als hefboom voor de musculus depressor mandibulae die de mandibula opent.
Onder de voorste nek zijn twee delen van het tongbeenapparaat aangetroffen, de eerste ceratobranchialia, die de vorm hebben van ongeveer twee centimeter lange dunne staafjes die licht gebogen en afgeplat zijn en iets verbreed aan de punt. Bij het levende dier lagen ze vermoedelijk meer naar voren, onder de achterkant van de muil.

#### Tanden
Scipionyx heeft vijf tanden in de praemaxilla, zeven in de maxilla en tien in de onderkaak voor een totaal van vierenveertig. Het aantal van vijf maxillaire tanden is uitzonderlijk hoog en verder bij theropoden alleen bekend van Allosaurus en Neovenator. De telling wordt daarbij bemoeilijkt doordat de tandkassen alleen bij de rechterbovenkaak te zien zijn en de tanden van de linkerbovenkaak onder de rechtse geschoven zijn en daarbij ook nog eens ten dele werden afgebroken. De compressie van dit rommelig geheel kan allerlei schijnposities opleveren. Dal Sasso en Maganuco verdedigden hun interpretatie echter door te wijzen op een exemplaar van Sinosauropteryx dat ook vijf in plaats van vier maxillaire tanden heeft. Een van de tanden, de derde, is bij het holotype van Scipionyx erg klein wat erop kan duiden dat ook daar sprake is van zo'n individuele variatie. Weer een andere mogelijk is dat het aantal van vijf ontogenetisch is, dus in dit geval een gevolg van de jonge leeftijd.
Doordat het holotype zo'n jong dier is, was de, vaak nogal onregelmatige, tandvervangingscyclus nog niet op gang gekomen. Daardoor is de symmetrie tussen de tanden van beide schedelhelften zeer groot en verschaft het specimen unieke informatie in welke posities de grootste tanden stonden.
Andere compsognathiden hebben een typische tandvorm waarbij de kroon op een derde van de punt plots naar achteren buigt. Bij Scipionyx zijn de meeste tanden echter zeer geleidelijk gekromd en is alleen bij de grootste voorste tanden iets van zo'n "knak" te zien. Dit weerlegt een hypothese van Peter Mackovicky dat zo'n tandvorm simpelweg zou samenhangen met de individuele grootte van een theropode en juist bij de groei zou verdwijnen.
Een eigenaardigheid van Scipionyx is dat de rij tanden in de onderkaak verder naar achteren reikt dan die in de bovenkaak. Bij alle andere bekende theropoden is dit andersom. Opnieuw kan dit samenhangen met de leeftijd: het aantal tanden in de bovenkaak kan tijdens de groei aan de achterkant zijn toegenomen.
Van de premaxillaire tanden is de tweede en het vijfde het grootst. De praemaxillaire tanden zijn spits; de kleinste zijn maar zwak naar achteren gebogen, de twee grootste hebben een matig sterke buiging die zelfs iets groter is dan bij de gemiddelde maxillaire tanden. De eerste vier tanden zijn ovaal in dwarsdoorsnede en missen kartelingen. De vijfde tand is echter, hoewel ook ongekarteld, platter. De zeven maxillaire tanden zijn geleidelijk gebogen en licht afgeplat. De eerste tand is iets naar voren gericht in de ruimte van het diasteem. De tweede en vierde zijn het grootst; het vierde paar vormt zelfs verreweg de grootste tanden in de kop. De laatste drie zijn veel kleiner en sterk naar achteren gericht. Hoewel de maxillaire tandrij niet lang is en zelfs niet het punt onder de achterrand van de fenestra antorbitalis bereikt, staan de tanden door hun kleine aantal toch nogal wijd uiteen. De maxillaire tanden hebben kartelingen aan hun achterste snijrand. Aan de basis daarvan staan ongeveer zeven wat grotere vertandingen waarna die naar boven toe in hoogte afnemen en overgaan in een golvend bovenstuk van de rand dat een derde tot een kwart van de kroonlengte beslaat. De vertandingen staan loodrecht op de snijrand, behalve bij de twee achterste tanden waar ze maar naar de tandpunt gericht zijn en ook meer uiteen staan en wat hoger zijn. Er staan ongeveer elf tot twaalf vertandingen per millimeter. Van de tien dentaire tanden in de onderkaak hebben de voorste twee geen vertandingen en zijn ovaal in doorsnede en rechter. De derde tand is wel gekarteld op de achterkant en bovenaan meer afgeplat. De overige tanden zijn matig afgeplat, met kartelingen en een geleidelijke kromming. De achterste twee zijn kleiner en staan schuin naar achteren gericht. Bij de derde tand beslaan de vertandingen slechts de onderste helft van de achterste snijrand en zijn vrij kort; naar achteren toe worden ze langer en reiken hoger totdat ze bij de zevende tand tot aan de tandpunt doorlopen. Er staan ongeveer dertien vertandingen per strekkende millimeter.
Bij Scipionyx is dus een zekere mate van heterodontie aanwezig, het in vorm verschillen van de tanden, waarbij drie morfotypen vaststelbaar zijn: de voorste tanden, vier in de praemaxilla en twee in de onderkaak, zijn ronder in doorsnede en missen snijranden of kartelingen; het tweede is een overgangstype te zien bij de vijfde tand in de praemaxilla, de eerste twee van de maxilla en de derde in de onderkaak met een plattere doorsnede, een afplatting aan de voorste bovenste tandkroon en het begin van een karteling; het derde type is juist meer achteraan afgeplat en heeft meer vertandingen.

#### Postcrania

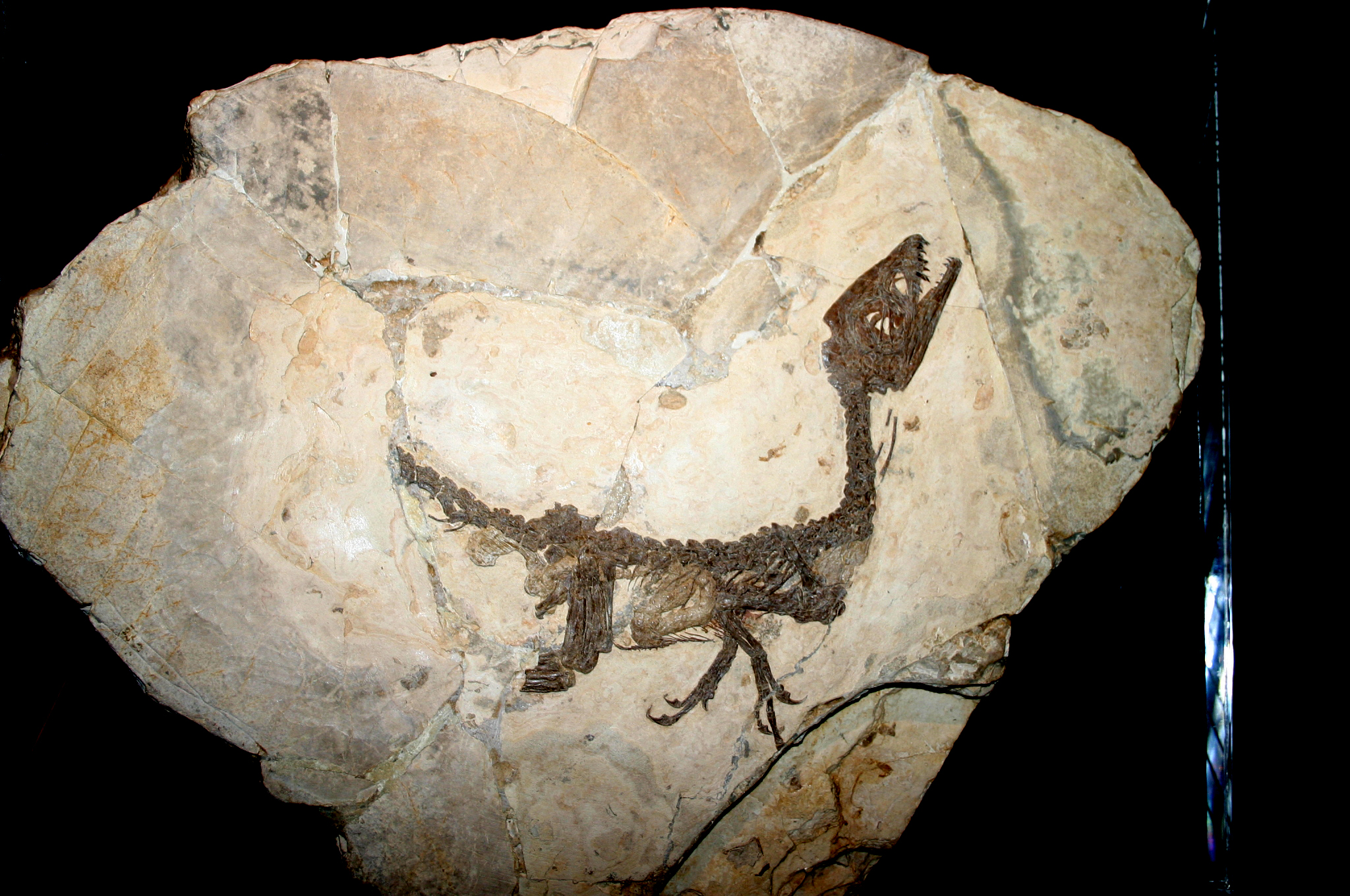
De wervelkolom is na de dood kromgetrokken

##### Wervelkolom
De wervelkolom van Scipionyx bevat zover bewaard zevenendertig wervels: vermoedelijk tien halswervels, vermoedelijk dertien ruggenwervels, vijf sacrale wervels en negen staartwervels. Bij een zo jong dier is de differentiatie tussen de verschillende sectoren nog niet goed ontwikkeld, vandaar dat het onzeker is op welk punt de halswervels in de ruggenwervels overgaan. Het werkelijke aantal staartwervels is niet uit het fossiel zelf af te leiden; verwanten hebben er tussen de negenenveertig en vierenzestig. De jonge leeftijd betekent ook dat de wervelbogen nog niet aan de wervellichamen zijn vastgegroeid en in het fossiel vaak ten opzichte van elkaar zijn verplaatst. De wervelkolom is bij het fossiel rondgetrokken wat het normale gevolg is van een samentrekking van de pezen na de dood, juist bij karkassen die in het water liggen.
De wervels van de nek zijn matig langgerekt, ongeveer tweeënhalfmaal zo lang als hoog. De halswervels hebben bovenop lage rechthoekige overdwars platte doornuitsteeksels. De gewrichtsuitsteeksels vooraan en achteraan zijn lang. De achterste gewrichtsuitsteeksels worden overhangen door horizontale epipofysen. De zijuitsteeksels zijn welgevormd als basis voor de diapofyse, het gewricht voor de bovenste ribkop. De parapofyse voor de onderste ribkop ligt in de voorste benedenhoek van het wervellichaam. De halswervels zijn opisthocoel: met de wervellichamen van voren bol en van achteren hol. De eerste wervel, de atlas is kort en er is geen voorliggende proatlas gevonden. De tweede wervel, de draaier, heeft een nogal hoog doornuitsteeksel en erg lange epipofysen. Onder het zijuitsteeksel bevindt zich een mogelijke pneumatopoor, een opening die erop wijst het wervellichaam gepneumatiseerd is. Ook de derde tot en met vijfde wervel hebben pneumatoporen maar de volgende niet. Dit is onverwacht daar aangenomen werd dat de pneumatisering zich van de laatste halswervel naar voren toe bewoog net als bij de huidige vogels. In 1998 werd nog aangenomen dat de nekribben van Scipionyx erg kort waren maar dat bleek achteraf een illusie veroorzaakt door beschadigingen: in feite hebben ze bij de tweede halswervel al de lengte van twee wervels en daarna van drie wervels; de langste zijn die van de zevende wervel. Wel zijn ze wat dikker dan bij verwanten hoewel het wat de schachten betreft nog steeds om zeer dunne structuren gaat; de dubbele ribkoppen zijn een stuk robuuster. Bij het specimen kronkelen de schachten over de onderkant van de wervels en het is lastig vast te stellen of dit een effect is van een vervorming als fossiel of een weerspiegeling van de flexibiliteit van de ribben bij het levende dier. De rib van de tiende halswervel heeft een dunne horizontale schacht maar haar ribkoppen zijn zeer robuust, zodat zij een overgang in bouw vormt naar de wervels van de rug.
Van de ruggenwervels heeft de eerste een rib die niet langer is dan de meeste nekribben. Net als de tiende daarvan is zij bovenaan veel robuuster maar anders dan de laatste nekrib naar beneden in plaats van horizontaal gericht; daarom rekenen de beschrijvers haar wervel als eerste van de ruggengraat. De ruggenwervels hebben een ovale doorsnede, lage doornuitsteeksels die naar achteren toe in de lengterichting van het lichaam gemeten verbreden en missen epipofysen. De rugwervels zijn vrij langwerpig; de voorste zijn niet korter dan de achterste halswervels en de achterste nemen nog in lengte toe. Voor zover valt waar te nemen zijn de wervellichamen amfiplat: aan voor- en achterkant afgeplat. Het wervelcentrum benadert aldus de vorm van een parallellepipedum maar wel een waarvan het voorvlak en achtervlak een rechthoek is. De doornuitsteeksels zijn aan hun uiteinde licht overdwars verbreed. Naar achteren nemen ze ook iets in lengte toe maar blijven relatief lager dan het wervellichaam. Ze zijn schuin naar achteren gericht en overhangen de achterliggende wervel; vanaf de vierde wervel wordt dit effect verhoogd doordat de uitsteeksels meer op het achtereinde van de wervelboog komen te liggen. De verbreding overlangs zet zich niet tot het bovenste uiteinde door: de spina versmalt daar juist weer en de doornuitsteeksels zijn aldus niet zozeer waaiervormig als wel zeshoekig in profiel. Het is mogelijk dat de bovenhoeken gevuld werden met kraakbeen dat op latere leeftijd verbeende zodat alsnog een waaiervorm ontstond. Net onder de bovenkant van de spina hebben de voorrand en de achterrand van de zesde wervel af kleine snavelvormige uitsteeksels. Die werden in 1998 geïnterpreteerd als een zeer gereduceerd hyposfeen-hypantrum-complex, een secundaire hogere gewrichtsverbinding die sommige theropoden tonen, maar in 2011 meenden Dal Sasso & Maganuco dat deze structuren homoloog waren aan gelijksoortige uitsteeksels die in 2006 bij Compsognathus beschreven zijn als aanhechtingspunten voor de verbindende pezen. De normale gewrichtsuitsteeksels, de zygapofysen, zijn in de rug vrij kort; de achterste postzygapofysen steken van de twaalfde wervel af niet eens over de achterrand. De zijuitsteeksels zijn vrij kort en naar achteren gericht. Zoals gebruikelijk schuift naar achteren toe de parapofyse omhoog zodat de rib meer naar voren gericht wordt. Uitzonderlijk is dat bij de dertiende wervel daarbij dezelfde hoogte als de diapofyse bereikt wordt. Op de ruggenwervels is geen spoor aangetroffen van pneumatisering. Dit is op zich normaal bij compsognathiden maar kan ook een gevolg zijn van de jonge leeftijd.
Ook bij de vijf sacrale wervels zijn geen pneumatoporen zichtbaar. Doordat het dier zo jong is, zijn de sacrale wervels nog vergroeid tot een echt heiligbeen. Verschillende achterste wervels liggen zelfs uit elkaar, met wervelboog en wervellichaam gescheiden. Wel lijkt de eerste wervel al via een met het zijuitsteeksel vergroeide sacrale rib hecht met het darmbeen verbonden. Bij de vijfde wervel bevindt zich aan de voorste basis van het doornuitsteeksel een schuin naar voren en beneden gerichte kam die uitloopt in de ruwe aanhechting voor de vijfde rib.
De reeks van negen bewaarde wervels van de staart behoren alle tot de staartbasis en liggen voor het overgangspunt naar de middenstaart zoals blijkt uit de aanwezigheid van zijuitsteeksels op ook de negende wervel. Van de staartwervels zijn de doornuitsteeksels laag en van voor naar achteren langgerekt. De spinae van de eerste drie wervels zijn langer en die van de eerste lijkt contact te maken met het doornuitsteeksel van de vijfde sacrale wervel. Van de vierde wervel af heeft de bovenrand van de spinae een klein deukje maar althans in de bewaarde reeks groeit dat niet uit tot een apart voorste bijkomend doornuitsteeksel. De gewrichtsuitsteeksels, waarvan de gewrichtsvlakken een hoek van 35 tot 40° maken met de lengteas van de staart, zijn lang en overhangen de randen van de wervellichamen. Deze centra zijn platycoel: plat of licht hol aan de uiteinden. De zijuitsteeksels zijn enkelvoudig en nemen eerst nog in lengte toe waarbij ze meer naar achteren draaien. Ook de wervels zelf nemen naar achteren in lengte toe: de eerste wervel is een derde langer dan hoog de laatste tweemaal langer. Iets voor het midden van de zijkanten van de vierde tot en met vijfde wervel zijn kleine foramina te zien. Of het gaat om pneumatoporen, zenuwkanalen of aderkanalen is onduidelijk. Van de chevrons of haemaalbogen onder de staartwervels zijn alleen die tussen de vierde en vijfde en vijfde en zesde bewaard gebleven. Waarschijnlijke voorliggende chevrons worden bij het fossiel bedekt door resten van de staartspieren, een nadeel van de uitstekende preservering van het specimen. De chevrons zijn slank en iets naar achteren gebogen maar als geheel vrij sterk naar achteren gericht; het bovenstuk maakt een hoek van 40° met de lengteas van de staart. Bovenaan hebben ze twee kleine facetten, die een hoek van 100° met elkaar maken, voor de articulatie met hun wervels. Onder het voorste facet bevindt zich op de schacht een klein uitsteeksel in de vorm van een rechthoekige driehoek met de schuine zijde naar beneden gericht. Het achterste facet is opvallend hol en omvatte bij leven de tussenwervelschijf. Het uiteinde van de haemaalboog waar de linker- en rechtertak over het onderste derde deel met elkaar vergroeid zijn, is recht.
Er zijn minstens twaalf paar borstribben; een mogelijk dertiende paar wordt wellicht vertegenwoordigd door fragmenten van de linkerrib maar dan moeten die wel een aanzienlijk stuk naar voren verschoven zijn. De bovenste ribkop, het tuberculum, is korter dan de onderste, het capitulum. De schachten van de voorste ribben zijn in het midden bijna vlak zodat de ribbenkast vooraan nogal afgeplat moet zijn geweest. De achterste ribben zijn meer gebogen zodat boven de buikholte een rondere vorm ontstaat. De tweede tot en met vierde rib zijn het meest robuust, met hoge tubercula in het verlengde van de ribschacht. De zesde en zevende rib zijn het langst; daarna vermindert de lengte geleidelijk. De derde en vierde rib eindigen niet in een punt maar hebben aan hun uiteinde juist een verbreding in de vorm van een cirkelvormig voetje. Dat vormde vermoedelijk via sternale ribben de verbinding met het borstbeen. Beide sterna zijn bij het fossiel niet bewaard gebleven, waarschijnlijk omdat ze bij zo'n jong dier nog niet verbeend waren.
Er zijn minstens achttien paar buikribben of gastralia, een uitzonderlijk hoog aantal voor een kleine theropode; binnen de Coelurosauria wordt dit slechts overtroffen door Ornithomimus met negentien. Volgens Dal Sasso & Maganuco is er voor het voorste paar nog een ongepaard — of althans niet uit twee losse delen opgebouwd — element dat zou bestaan uit een chevronvormige vergroeiing van twee botjes die homoloog zouden zijn aan de middenstukken van de normale paren. Dit biedt althans een verklaring voor de aanwezigheid bij de voorpoten van twee verschoven stukken schacht die kennelijk in elkaars verlengde liggende delen vormen van een vooraan verbrede tak die afgebroken lijkt van zijn verdwenen tegenhanger met wie hij in een verdikte symfyse verbonden was. Gelijkende structuren zijn ook bekend van Juravenator en Sinocalliopteryx. Van de overige buikribben heeft ieder een middenstuk en een zijstuk, zodat er per paar in feite vier elementen zijn. De middenstukken eindigen onderaan in een kort haakje met een scherpe punt. Op de abrupte kromme daarvan bevindt zich een naar beneden gericht vleugelvormig klein uitsteeksel. Bovenaan worden de middenstukken platter om een breed raakvlak te vormen met de zijstukken die naar boven toe dun als haren uitlopen. Bij de zevende tot en met veertiende buikrib krijgen de haken van de middenstukken de vorm van vorkjes met een sterk verlengd onderste uitsteeksel. Via deze gevorkte uitsteeksels maakten de gastralia van beide lichaamszijden contact met elkaar waarbij de linkerelementen voor de rechterelementen lagen. De korf van de buikribben, waarbij deze in een visgraatpatroon geordend zijn met de middenstukken naar voren gericht, is dus niet perfect symmetrisch. Het voorste uitsteeksel van de rechterrib gleed over het achterste uitsteeksel van de voorliggende linkerrib; zijn achterste uitsteeksel werd weer overlapt door het voorste van de achterliggende linkerrib. Zo konden de gastralia de uitzetting en krimp van de romp ten gevolge van ademhaling, eten en ontlasting volgen en ondersteunen. Dit verklaart ook waarom de meer achterliggende buikribben langere uitsteeksels hebben want deze bedekten de buikholte die veel flexibeler was dan de vrij starre borstkas. De achterste vier gastralia hebben weer kortere uitsteeksels; zij worden gestabiliseerd door het schaambeen.

##### Ledematen

###### Schoudergordel en voorpoten

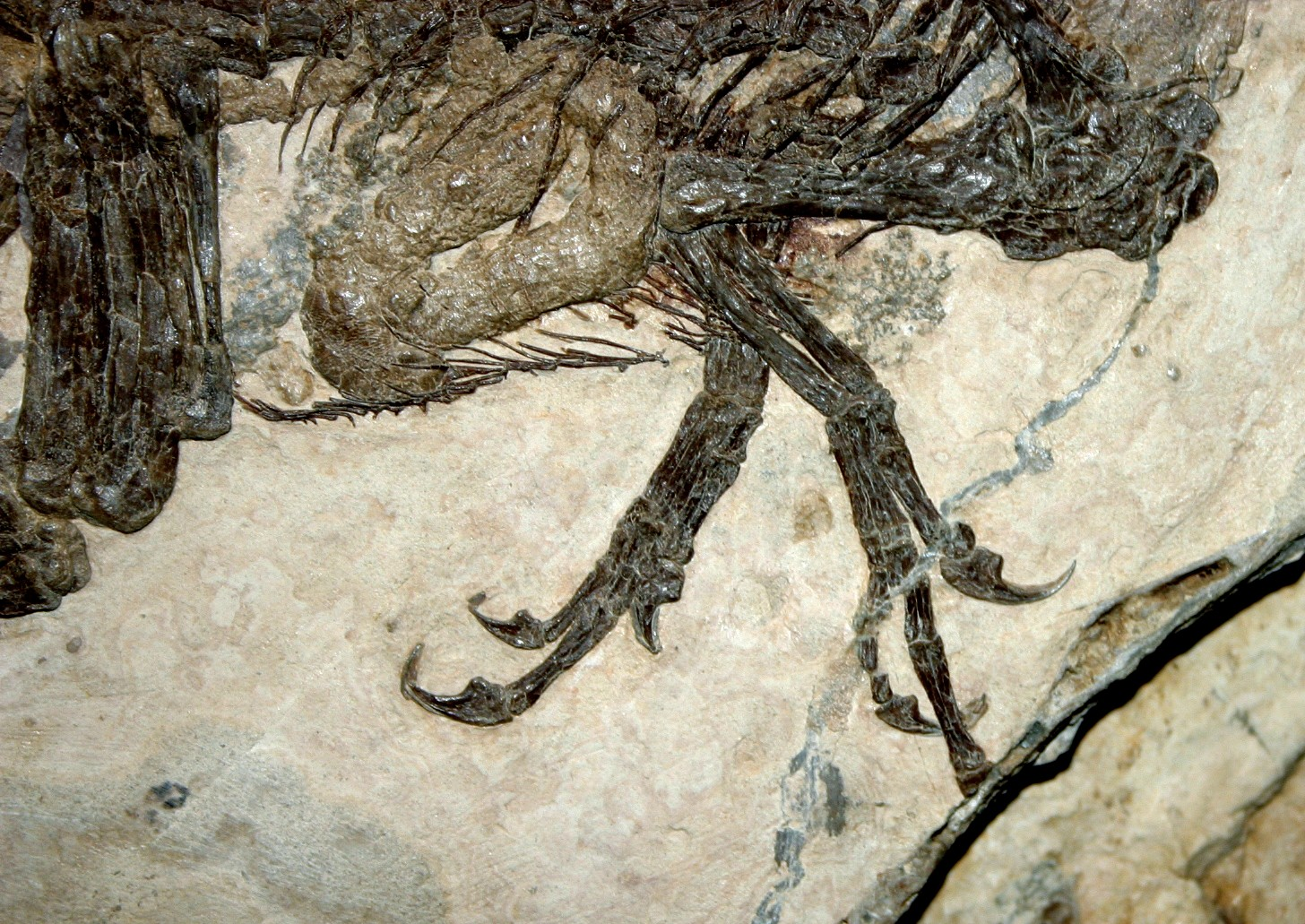
De voorpoten van Scipionyx met zowel ervoor als erachter uitgebreide resten van de weke delen

In Scipionyx is de voorpoot vrij lang vergeleken met de schoudergordel zoals blijkt uit het feite dat het schouderblad 90% van de lengte heeft van het opperarmbeen. Het schouderblad is ongeveer zes à zeven keer langer dan breed met een parallelle boven- en onderrand. Het bovenste uiteinde is beschadigd maar lijkt niet in belangrijke mate verbreed te zijn geweest; het buigt licht naar achteren. Het blad loopt zonder insnoering of nek onderaan over in het schoudergewricht dat naar achteren gericht is en slechts iets naar buiten. De bovenrand loopt naar onderen toe uit in een opvallend schuin naar boven gericht uitsteeksel, de processus acromialis. De overgang is geleidelijk maar lijkt abrupt doordat bij beide zijden overlappende resten van de weke delen de illusie geven van een abrupte scherpe buiging. Het schouderblad is aan de onderkant via een golvende beennaad vergroeid met het vrij kleine ravenbeksbeen; aan de bovenkant van het raakvlak is er een inkeping. Het ravenbeksbeen heeft de vorm van een halve cirkel die iets afgeplat is zodat het element hoger is dan lang, met een onderste helft die wat smaller is en uitloopt in een afhangende punt. In het midden wordt onder de beennaad met het schouderblad het blad van het ravenbeksbeen doorboord door een foramen. Eronder verheft zich een vingervormige bult die vaak wordt beschouwd als de aanhechting voor de musculus biceps brachii. Bij Scipionyx kan zich geen verwarring voordoen tussen het vorkbeen en de gastralia daar het eerste slechts licht verschoven van zijn natuurlijke positie, met de takken op de processus acromiaci, bewaard is gebleven en een heel andere bouw heeft. Deze furcula is vrij breed en licht U-vormig gekromd waarbij de takken een hoek van 125° met elkaar maken. De epicleidea, de facetten aan de uiteinden van de takken waarmee contact gemaakt wordt met de processus acromiaci, zijn iets naar buiten gedraaid, niet sterk verbreed en eindigen in een puntje. De takken lijken van boven naar beneden afgeplat.
De voorpoot is ook lang ten opzichte van het lichaam als geheel: de lengte bedraagt 48% van de lengte van schedel en wervelkolom vóór het bekken. Dit komt vooral door een lange hand die 42% van de voorpootlengte uitmaakt. Een langgerekte hand is typisch voor compsognathiden; onder zijn directe verwanten heeft Scipionyx net de kortste hand. Het opperarmbeen is recht met een matig ontwikkelde deltopectorale kam. De verheffing aan de binnenkant van de humerus bevindt zich op 13% van de schachtlengte onder de kop. In de onderarm is de ellepijp een slank, cilindervormig been met 70% van de lengte van de bovenarm. Het onderuiteinde is in het geheel niet verbreed. De schacht is aan de binnenkant licht hol gekromd zodat een smalle tussenruimte, een spatium interosseum, ontstaat met het spaakbeen. Het uitsteeksel aan de bovenste achterkant, de processus olecrani die als hefboom dient om de arm te strekken, is matig groot. Het spaakbeen is ongeveer even dik als de ellepijp en evenzeer recht en rond in dwarsdoorsnede. Het is korter met 60% van de opperarmbeenlengte.
De pols bestaat slechts uit twee elementen: een radiale en een onderste carpale. Het radiale bedekt de onderkant van het spaakbeen; het carpale raakt met de bovenkant de onderkant van het radiale en een stuk van het uiteinde van de ellepijp, met de onderkant bedekt het de bovenkant van het eerste middenhandsbeen en de helft van het bovenste tweede middenhandsbeen. Het carpale is een afgeplat element zonder zichtbare interne beennaad, ondanks de jonge leeftijd van het holotype. Dal Sasso & Maganuco achtten het daarom het waarschijnlijkst dat dit het normale eerste onderste carpale vertegenwoordigt en dat de andere onderste carpalia geheel gereduceerd zijn, een situatie die ook bij Huaxiagnathus lijkt voor te komen. Een alternatieve interpretatie is dat het gaat om een volkomen versmelting van het eerste en tweede onderste carpale, die bij veel verwante theropoden vergroeid zijn.
De middenhand of metacarpus is compact en matig verlengd, tweemaal zo lang als breed. Zij heeft de bij Coelurosauria gebruikelijke drie elementen waarbij het vierde en vijfde middenhandsbeen gereduceerd zijn. Doordat de buitenzijde — ten opzichte van het lichaam — van het eerste middenhandsbeen wat hol is, raakt deze het tweede slechts onvolledig wat de compactheid wat vermindert. Het eerste middenhandsbeen is kort maar niet heel extreem met 40% van de lengte van het tweede. De bovenkant, die iets verder naar onderen ligt dan die van de andere twee metacarpalia, is recht en loopt niet uit in een uitsteeksel aan de binnenkant, aan de zijde van het lichaam. Het onderste gewricht is wat afgeschuind zodat de eerste vinger afstaat. Het tweede middenhandsbeen is even breed als het eerste maar het langste element in de hand. Het bovengewricht heeft middenin een verheffing zodat twee gewrichtsfacetten ontstaan, een voor de articulatie met de ellepijp en de ander voor het onderste carpale. Het derde middenhandsbeen heeft de helft van de dikte van het tweede en is iets korter. Het is onderaan niet verbreed maar ook niet extreem gereduceerd.
De drie vingers zetten de algemene bouw van hun dragende metacarpalia voort: de eerste vinger is het dikst; de tweede het langst en de derde het slankst. De vingerkootjes hebben scharniergewrichten zodat ze goed op en neer kunnen bewegen maar slechts beperkt zijdelings. De gewrichten zijn omgeven door diepe groeven voor stevige gewrichtskapsels. Doordat de eerste vinger afstaat van de rest van de hand wordt deze bij strekking buiten het vlak van de hand geheven zodat hij beter als een wapen kan dienen en bij buiging iets naar de handpalm gekromd zodat een betere grijpfunctie ontstaat. Het eerste kootje van de eerste vinger is een stevig element, net zo dik als het spaakbeen; bij veel verwanten is het echter nog robuuster. Het is het op een na langste vingerkootje, de klauwen buiten beschouwing gelaten, maar korter dan het tweede middenhandsbeen. Het langste vingerkootje is het tweede van de tweede vinger die zelf de langste is onder de vingers. De derde vinger is wat korter maar uitzonderlijk lang voor een compsognathide met 123% van de duimlengte. De formule van de vingerkootjes inclusief klauwen is 2-3-4-0-0. De handklauwen zijn matig gekromd, hoewel de buiging groter lijkt doordat de verlengende hoornschachten bewaard zijn gebleven. De basis van de klauw is vrij hoog en wordt onderaan met ruim een derde verlengd door een uitsteeksel voor de pees van de buigende spier. Bij de duimklauw heeft dit uitsteeksel een recht achtervlak; bij de tweede en derde klauw een hol zodat het scherper lijkt uit te steken. De duimklauw is ongeveer ven groot als de tweede handklauw; de derde is iets kleiner.

###### Bekken en achterpoten
In het bekken toont het darmbeen een van de zwaarste beschadigingen van het fossiel: toen het bij het verzameld worden in drie grote stukken brak, is een gedeelte van de bovenrand van het os ilium van de plaat losgebroken en verloren gegaan zodat een kunstmatige inkeping ontstond. Het darmbeen is tamelijk kort; korter dan het dijbeen. Het blad van het darmbeen is vrij plat met een licht bol bovenprofiel dat alleen helemaal achteraan iets hol wordt. Het achterblad is recht afgesneden, het voorblad eindigt in een afhangende haakvormige punt. On de bovenhoek heeft het voorblad een halfcirkelvormige inkeping, een kenmerk dat meestal wordt gezien als een synapomorfie, een gedeelde afgeleide eigenschap, van de Tyrannosauroidea. De aanhangsels voor het schaambeen en het zitbeen steken ongeveer even ver naar beneden. Het aanhangsel voor het schaambeen is waaiervormig met en holle voorrand en achterrand en een bolle onderkant. De horizontale richel op de onderste buitenkant van het achterblad, begrenst samen met de onderrand van de binnenkant een brevis fossa in de vorm van een driehoekige beenplaat die de hoek tussen het achterblad en het aanhangsel voor het zitbeen opvult en die dient voor de aanhechting van de musculus caudofemoralis brevis, een spier tussen de achterste staartbasis en het dijbeen.
Het schaambeen steekt vrijwel recht naar onderen; het is dus "mesopubisch" of "orthopubisch". Het heeft ongeveer twee derden van de lengte van het dijbeen en is dus relatief kort. Boven achteraan heeft het schaambeen een korte rechthoekige beenplaat die contact maakt met het zitbeen. De schacht is slank en recht en eindigt in een "voet" die er vrijwel haaks op staat met een vrijwel afwezig voorste uitsteeksel en een vrij kort achterste uitsteeksel met bolle onderrand waarvan oorspronkelijk gedacht werd dat het onder de schacht van het dijbeen verdween. Het geheel wordt door Dal Sasso & Maganuco vergeleken met een golfclub wegens het naar achteren stomp afgeronde uiteinde van het achterste uitsteeksel dat bovenaan een scherpere rand heeft. Tussen de onderste schaambeenderen bevindt zich een "schort" die meer onderaan op de middenlijn vermoedelijk doorboord wordt door een ovaal foramen; het is niet direct waarneembaar doordat de tere beenplaatjes van de schorthelften door compressie bij het fossiliseren zijn vervormd.
Het zitbeen heeft een schacht die even breed is als die van het schaambeen, driekwart de lengte daarvan heeft en er een hoek van 54° mee maakt. De schacht eindigt in een kleine verbreding, een waaiervormig voetje met een doorsnede die twee keer die van de minimale schachtbreedte bedraagt. De schacht draagt boven aan de voorste rand een bijlvormig uitsteeksel, de processus obturatorius, de aanhechting voor de musculus puboischiofemoralis externus. De onderrand daarvan maakt een rechte hoek met de schacht, zonder een inkeping in het hoekje. Het ontbreken van zo'n inkeping is in verband gebracht met het hebben van een lage driehoekige processus obturatorius maar Scipionyx past dus niet binnen deze hypothese, niet alleen wegens de vorm maar ook door de aanzienlijke grootte die de schachtdikte meer dan verdubbelt. Bovenaan is er wel een inkeping tussen het uitsteeksel en de basis van het zitbeen.
Van de achterpoot van Scipionyx is de totale lengte niet meer vaststelbaar doordat de voet en het merendeel van het onderbeen ontbreekt. Dal Sasso & Maganuco namen aan dat die mankerende elementen relatief lang waren, zoals ook te zien is bij jonge exemplaren van Compsognathus en Sinosauropteryx. Men koos daarbij nog voor een conservatieve inschatting; bij het volwassen exemplaar van de verwant Sinocalliopteryx zijn ze relatief zelfs nog langer.
Het dijbeen is vrij robuust en erg recht met slechts een kleine naar voren bollende kromming. De voorste beenstijl van de bovenste dijbeenschacht, de trochanter minor heeft de vorm van een vleugelvormige beenplaat die overdwars plat is maar van voor naar achteren breed. Hij staat een stuk lager dan de achterste beenstijl, de trochanter major en is daarvan gescheiden door een nauwe kloof. Een accessoire trochanter aan de voorste basis van de trochanter minor ontbreekt, evenals een trochanter posterior achteraan. De vierde trochanter op de achterrand van de dijbeenschacht ontbreekt of is zeer zwak ontwikkeld. De gewrichtsknobbels aan de onderzijde van het dijbeen steken iets naar achteren uit, de buitenste een derde meer dan de binnenste. De lengtegroeve tussen hun achterkanten, de fossa poplitea, is vermoedelijk naar beneden toe open.
Van de scheenbeenderen is alleen de bovenkant bewaard gebleven. De kam aan de voorzijde daarvan, de crista cnemialis die diende als hefboom om het onderbeen te strekken, is zwak ontwikkeld. Deze kam is door een nauwe en diepe insnoering, de incisura tibialis, gescheiden van de buitenste gewrichtsknobbel, de condylus fibularis. Deze wordt weer door een diepe trog aan de binnen- en achterzijde afgezonderd van de binnenste knobbel en de scheenbeenschacht. Ook voor het kuitbeen geldt dat we alleen de bovenkant kennen. Het kuitbeen is slank, overdwars afgeplat en met een bolle buitenzijde. De bovenkant is breed en bovenop zadelvormig afgerond: overdwars bol en in de lengterichting hol waar het de onderkant van de condylus fibularis omvat zodat scheenbeen en kuitbeen daar een hecht geheel vormen. De uitholling loopt aan de binnenzijde over in een lengtegroeve. Uit wat er nog van de schacht te zien is, valt op te maken dat die naar onderen toe sterk versmalde.

### Weke delen

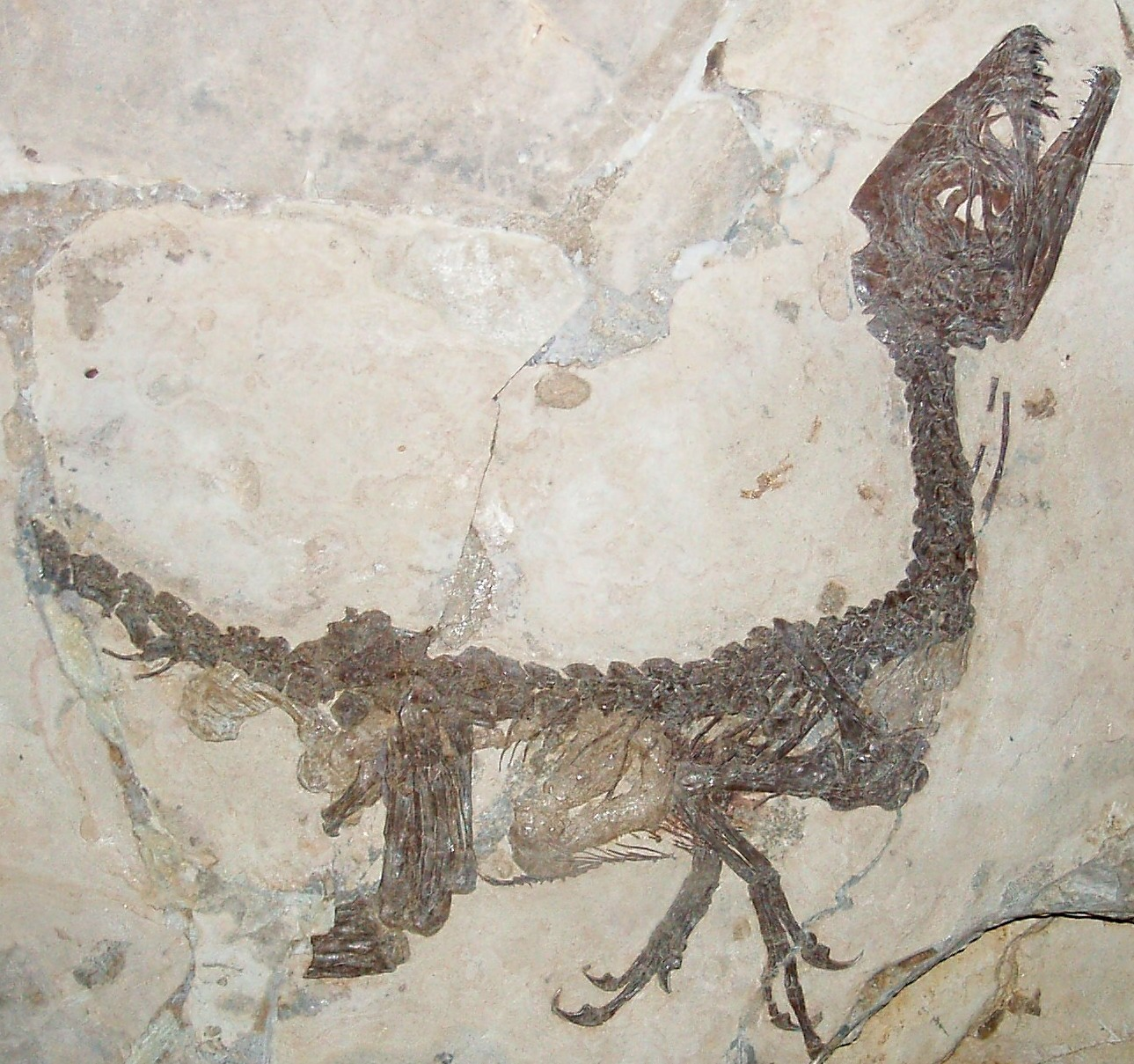
Het fossiel bewaart belangrijke overblijfselen van de weke delen: de darmen zijn duidelijk zichtbaar en ook de grijze vlek onder de nekbasis en de okergele plakkaten onder de staartbasis bestaan uit zachte organen

Scipionyx dankt zijn bekendheid voornamelijk aan de voor dinosauriërs unieke preservering van de weke delen. Terwijl bij sommige andere fossielen weleens wat spierweefsel (Santanaraptor, Pelecanimimus), bindweefsel (Juravenator, Aucasaurus) of een stuk darm (Mirischia, Daurlong) te zien is, toont het specimen van Scipionyx zeer uitgebreide resten van de organen. Deze bestaan niet in de vorm van afdrukken zoals het wel omschreven wordt maar uit driedimensionale versteningen van het hele orgaan die ook de celstructuur en soms zelfs organellen laten zien. Van bepaalde organen kon zo voor de eerste keer worden vastgesteld welke vorm ze bij basale dinosauriërs hadden. Naast deze versteende weefsels zijn er in de vorm van dunne laagjes ook nog omzettingsresten van de oorspronkelijke organische componenten van het lichaam aanwezig; soms vullen die de driedimensionale gefossiliseerde organen aan, soms vertegenwoordigen ze alles wat van een bepaald orgaan aanwezig is. Van de met zekerheid aanwezige grote organen ontbreken zo alleen de eigenlijke longen en het hart volledig. Bij sommige organen wordt vermoed dat ook nog kleine structuren of losse biomoleculen van het oorspronkelijke weefsel onveranderd aanwezig zijn; dat zou men echter niet kunnen testen zonder het fossiel zwaar te beschadigen. Dat het fossiel niet de aard van een afdruk bezit, heeft echter het nadeel dat het geheel geen "mummie" vormt die de lichaamsomtrek laat zien, zoals wel gebeurd is bij bepaalde hadrosauride fossielen uit het Krijt van Noord-Amerika.

#### Botweefsel
Door een sectie te maken in een rib kon worden vastgesteld dat het botweefsel nog in de oorspronkelijke structuur aanwezig is, gemineraliseerd door calciumfosfaat. Van het harde bot konden osteocyten met binnenruimte en canaliculi worden vastgesteld. Ook zachtere structuren waren aanwezig zoals de bloedvaatjes die binnenin nog hol waren.
De botten zijn op veel plaatsen bedekt met een duidelijk zichtbaar hard geel patina; volgens Dal Sasso & Maganuco gaat het hier om resten van het beenvlies.

#### Pezen, kapsels en kraakbeen
Vanaf de negende halswervel tonen verschillende wervels resten van de gewrichtskapsels die de zygapofysen, de gewrichtsuitsteeksels, omvatten. Bij de negende tot en met dertiende ruggenwervel zijn er zeer dunne pezen te zien op het doornuitsteeksel en tussen de bovenkant van het doornuitsteeksel en het snavelvormige kleinere uitsteeksel van de achterliggende wervel wat de hypothese bevestigt dat dit diende als peesaanhechting. Op zes wervels zijn daarbij kraakbeenkappen van de wervellichamen zichtbaar. Het gaat hier om synchondroses die tijdens de groei zouden verbenen. De tussenwervelschijven zijn niet gevonden. Kraakbeenkappen zijn ook zichtbaar op alle gewrichtsoppervlakken van de ledematen, zelfs de kleinste. Ze zijn vooral dik in de schouder, elleboog en pols. Kraakbeen is ook aanwezig tussen de raakvlakken van het darmbeen en het schaambeen en op de onderkant van de "voet" van het schaambeen, wellicht omdat het dier daarop rustte tijdens het zitten.

#### Spieren en bindweefsel van de nek en rug
De nekbasis bewaart een heel plakkaat aan spieren, bindweefselvezels en ander materiaal dat wellicht afkomstig is van de zwezerik die zich bij pasgeboren Archosauria tot ver over de nek uitstrekt. De spieren bestaan uit gefossiliseerde spiervezels die nog gebandeerd aanwezig zijn; de bindweefselvezels zijn nogal gerafeld. De spieren zijn ten dele te identificeren als de musculus sternohyoideus en de musculus sternotrachealis.
Op de rug zijn slechts weinig spieren te zien, alleen een kleine oppervlakte tussen de zesde en zevende ruggenwervel die resten van de musculus transversospinalis of de musculus longissimus dorsi kan vertegenwoordigen.

#### Luchtpijp, slokdarm en maag

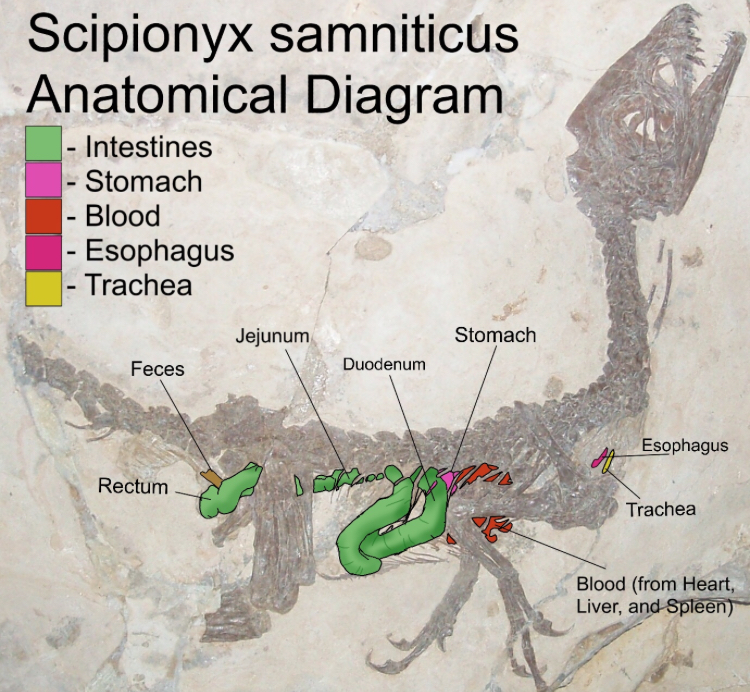
Een diagram van de bewaarde organen

Binnen de weefselmassa van de nekbasis is een zeven millimeter lang stuk luchtpijp te zien, bestaande uit een tiental ringetjes, ingebed in verbindend weefsel. De ringen hebben een lengte van 0,33 millimeter en zijn gescheiden door tussenruimten van 0,17 millimeter lang. De luchtpijp heeft de relatief geringe doorsnede van één millimeter, waar men ongeveer het dubbele zou verwachten. Althans de voorste ringen zijn van boven open zodat ze een C-vorm hebben.
De slokdarm op zichzelf is niet bewaard gebleven in de zin dat de wanden te identificeren zijn maar het traject ervan kan gevolgd worden doordat over een lengte van een halve centimeter binnen het omringende weefsel zich een rij van kleine voedseldeeltjes bevindt. Voedsel in de vorm van de botjes van een prooi maakt het ook mogelijk de positie van de maag te bepalen: onder de negende ruggenwervel. Het orgaan zelf is verloren gegaan, volgens Dal Sasso en Maganuco doordat het door zijn eigen maagzuur is opgelost. De precieze vorm en grootte zijn niet meer vaststelbaar. Het feit dat de botjes vrij achteraan liggen, doet vermoeden dat de maag dubbel was als bij de vogels waar een spiermaag die het voedsel langere tijd bergt, wordt voorafgegaan door een enzymen afscheidende voormaag, de proventriculus. Maagstenen of gastrolieten zijn niet aangetroffen.

#### Lever

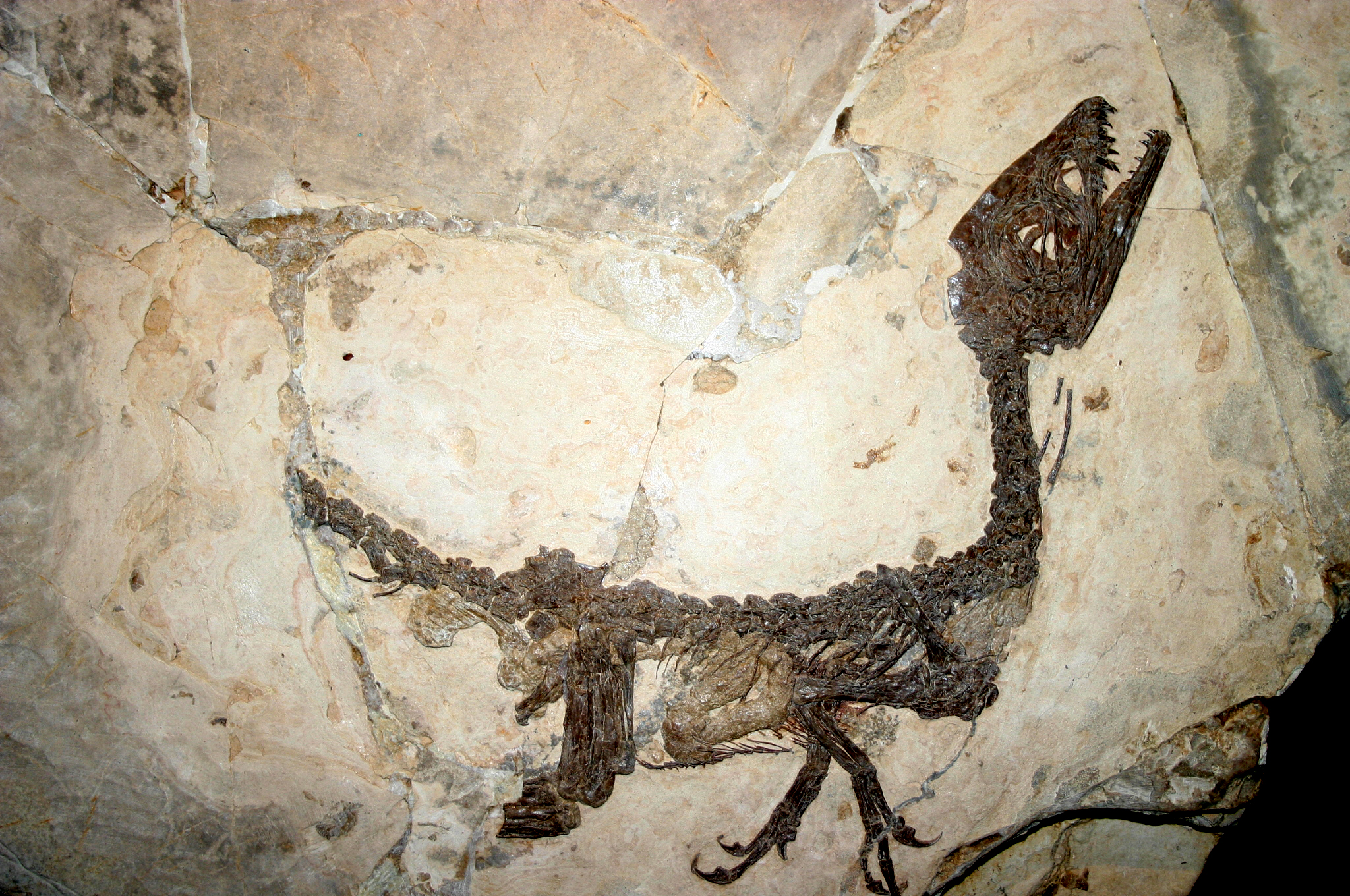
Onder de linkerelleboog is de rode halo van de lever te zien

In de borstkas van het fossiel is met het blote oog een rode halo zichtbaar, een ronde vlek met een doorsnede van zeventien millimeter. In 1998 werd verondersteld dat dit het restant was van de lever, het meest bloedrijke orgaan. Later chemisch onderzoek toonde aan dat de vlek bestaat uit limoniet, dus gehydrateerd ijzeroxide dat ontstaan kan zijn uit het hemoglobine van het bloed. De identificatie als lever wordt bevestigd door de aanwezigheid van biliverdine, een component van gal. Het kan echter zijn dat het bloed mede afkomstig is uit het hart en de milt; beide organen liggen bij vogels tussen de lobben van de lever.

#### Darmkanaal
Het darmkanaal is het fossiel zeer opvallend zichtbaar. Vooraan ligt het in grote lussen, achteraan loopt het recht naar achteren door het bekkenkanaal tussen de schaambeenderen en de zitbeenderen. Het achterste gedeelte was vermoedelijk door het mesenterium, het bovenste buikvlies, aan de bovenzijde van de buikholte verbonden. Opvallend is dat de darmen minder ver naar achteren reiken dan was aangenomen: er blijft een forse ruimte over aan de voorkant van de schaambeenderen die de darmen dus niet direct ondersteunden. Het darmkanaal is voornamelijk bewaard als een natuurlijk afgietsel maar ook als versteningen van het oorspronkelijke weefsel, waaronder ook resten van het spierweefsel.
Bovenaan en helemaal vooraan, achter het punt waar de maag vermoed wordt, begint de twaalfvingerige darm (duodenum) die naar eerst beneden loopt tot aan het niveau van de hoogste uiteinden van de gastralia, daar in een geleidelijke buiging overgaat in een recht traject schuin naar beneden en achteren tot een punt onder de twaalfde ruggenwervel dat de onderste buikwand raakt en vervolgens in een strakke lus naar voren en boven draait. Op dit laatste buigpunt zijn de rimpels in de darmwand duidelijk zichtbaar. Deze bocht vertegenwoordigt het laagste punt van het darmkanaal. De twaalfvingerige darm, bij de Archosauria een veel omvangrijker orgaan dan bij mensen, is met een gemiddelde doorsnede van 5,2 millimeter verreweg het dikste en meest in het oog springende deel van het darmkanaal.
Aan het uiteinde van de twaalfvingerige darm is het traject niet meer precies te volgen omdat het de linkerhelft van het lichaam induikt. Dicht daarbij duikt echter weer een darmgedeelte op dat Dal Sasso & Maganuco interpreteren als een stuk van de nuchtere darm (jejunum), het middendeel van de dunne darm. Het voorste zichtbare deel draait al snel naar achteren en loopt boven en parallel aan het opgaand traject van de twaafvingerige darm totdat het ter hoogte van de twaalfde ruggenwervel onder dat traject verdwijnt. Daar draait het kennelijk weer naar voren aangezien er onder de tiende ruggenwervel een recht omhoog gaand stuk tevoorschijn komt dat daarna scherp naar achteren keert, onder de ruggengraat door. Vermoedelijk is het in het karkas wat naar boven geschoven want het traject kronkelt daarbij zo hoog als de wervelboog van de twaalfde wervel, een positie die het bij leven zeker niet innam.
Een insnoering van het darmkanaal onder de dertiende ruggenwervel doet vermoeden dat zich daar de overgang naar de endeldarm (rectum) bevindt. In dat geval is het korte stuk daarvoor de kronkeldarm die dan wel, anders dan bij krokodilachtigen, erg kort moet zijn geweest. Bij Archosauria is er geen van de endeldarm te onderscheiden dikke darm. Een blindedarm is bij vogels soms wel aanwezig maar daarvan is bij het fossiel geen spoor te vinden. De endeldarm is bij het specimen erg hoog gelegen. Dal Sasso & Maganuco verklaren dat door aan te nemen dat het dier zijn dooierzak nog niet geabsorbeerd had net als het geval is bij net uitgekomen jongen van krokodillen waar dit proces wel drie weken kan duren. De dooier zou de achterste buikholte gevuld hebben en de darmen naar voren en boven gedrongen hebben. Overigens is de dooierzak zelf niet gefossiliseerd. Meer naar achteren loopt de endeldarm boven de schachten van de zitbeenderen naar beneden en maakt aan het uiteinde daarvan een bocht naar boven toe. Het schuin omhoog staande laatste deel is gevuld met gefossiliseerde fecaliën. In dit deel is een eigenaardig klein netvormig element gevonden; het zou een stuk van een waterabsorberend membraan kunnen zijn maar ook een verteerd stuk veer waarin de cirkelvormige pigmentcellen gaten veroorzaken. De endeldarm is vrij dik en aan de linkerkant gelegen. Dal Sasso & Maganuco namen aan dat de cloaca, de achteruitgang van de buikholte, zijn monding lager had, ter hoogte van de uiteinden van de zitbeenderen en dat anders dan bij vogels een klep de ontlasting van de urine scheidde.
Op de darmen zijn tot één centimeter lange holle structuren zichtbaar met een doorsnede van 0,02 tot 0,1 millimeter. Het gaat hier vermoedelijk om aderen van het buikvlies.

#### Spieren en bindweefsel van bekken, achterpoten en staart

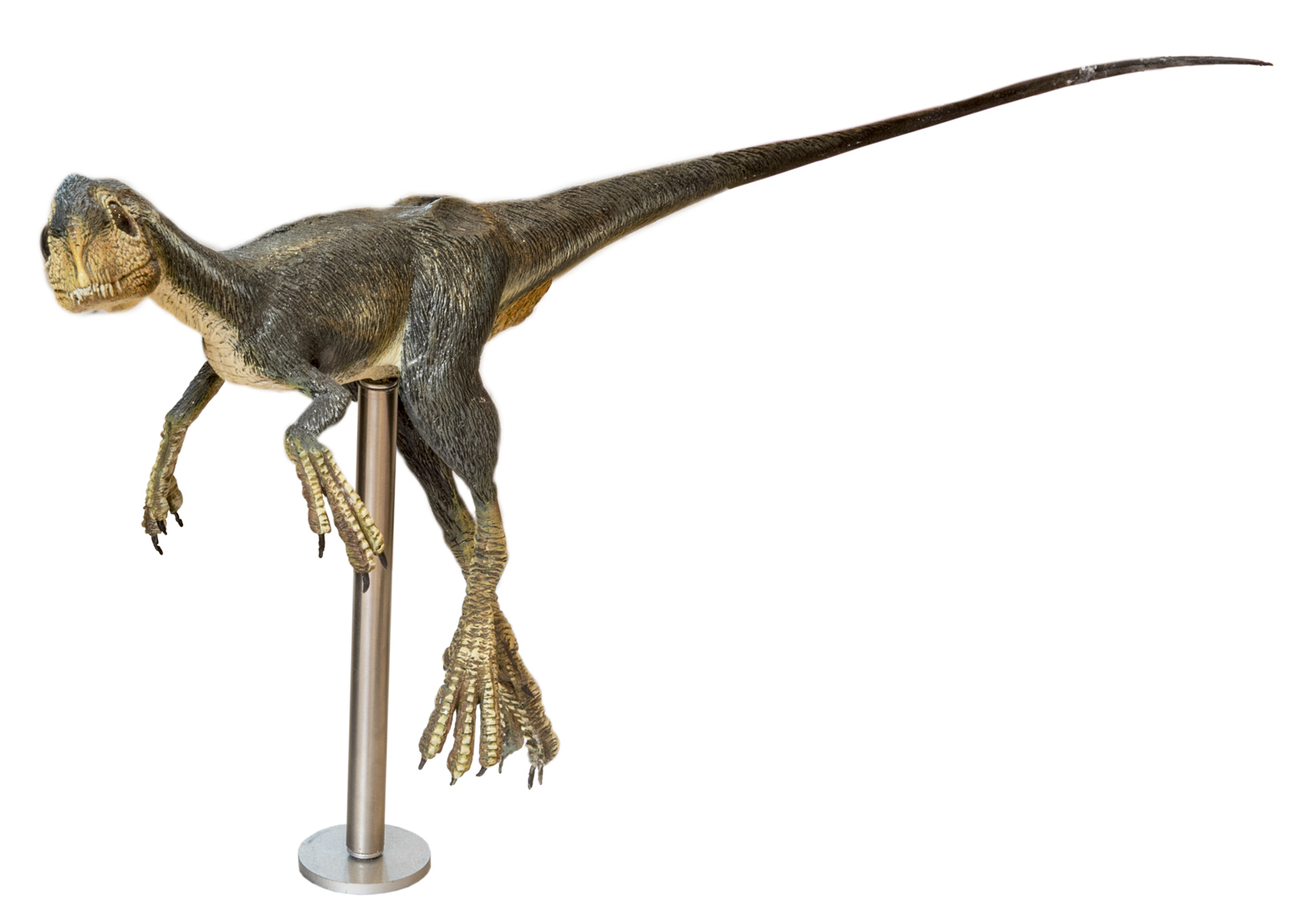
Een model op ware grootte

De best bewaarde spieren bevinden zich bij Scipionyx onder de staartbasis, bij de eerste, tweede en derde wervel waar op een kleine oppervlakte van twintig vierkante millimeter de cellen van de spierbundels driedimensionaal gepreserveerd zijn in parallelle spiervezels afkomstig van drie verschillende spiergroepen. Daarnaast zijn nog zes losse spiervezels aangetroffen die echter vermoedelijk tot dezelfde spieren behoren.
Boven het rectum liggen drie horizontale spierbundels. Dat ze horizontaal lopen toont aan dat ze niet tot de M. caudofemoralis brevis kunnen behoren die een meer verticale positie inneemt van achter het darmbeen tot aan het dijbeen. Het gaat dus vermoedelijk om de musculus caudofemoralis longus, de grootste retractorspier van het lichaam, die het dijbeen naar achteren trekt. Hoewel achteraan aan de staart verbonden is deze spier anders dan de andere spieren van de wervelkolom niet door kegelvormige bindweefselschotten, de myosepta, gesegmenteerd. Aan de voorkant reikte hij vermoedelijk tot de vierde trochanter aan de achterrand van de dijbeenschacht — zij het dan dat die bij Scipionyx niet als een verheffing aanwezig is. De kwaliteit van de preservering is hier uitzonderlijk hoog waarbij ook interne details van de cellen en de tussencelruimten gefossiliseerd zijn — en die laatste zelfs doorzichtiger zijn dan de roodkleurige spiervezels zelf. De spiervezels hebben een veelhoekige doorsnede en in de cellen zijn de sarcomeren zichtbaar. Dit betekent niet dat het originele organische materiaal nog aanwezig is: het is vervangen door kleine bolletjes waarvan de wanden bestaan uit euhedrische kristallen van apatiet, een calciumfosfaat. Het enige fossiel waarin een dergelijk fijn detail zichtbaar is en dat met zekerheid aan een dinosauriër kan worden toegewezen is dat van Santanaraptor — en daar zijn de vezels viermaal zo dik.
De voorste bewaarde bekkenspieren liggen in een druppelvormige verheffing, twee millimeter breed en vijf lang, aan de voorkant van de rechterzitbeenschacht. Het gaat hier om een waaier van spiervezels die naar voren en boven uitlopen vanuit de "voet" van het zitbeen. Het gaat hier vermoedelijk om de spier die bij krokodillen de musculus adductor femoris I genoemd wordt en bij moderne vogels de musculus puboischiofemoralis pars medialis en die het dijbeen naar binnen trekt. Anders dan meestal werd aangenomen, ontspringt die spier bij basale theropoden dan niet op de hogere processus obturatorius. Het kan ook zijn dat het een nog onbekende spiergroep betreft; de modellen van de bekkenspieren bij theropoden verschillen sterk van onderzoeker tot onderzoeker. In ieder geval weerlegt de vondst het vermoeden van Gregory S. Paul dat er helemaal geen spieren van het zitbeen naar voren zouden lopen.
Behalve spieren zijn onder staart ook horizontale holle vezels zichtbaar die in een visgraatpatroon liggen. In 1998 werd aangenomen dat het dikke spiervezels waren maar de latere studie weerlegde deze hypothese. Ook de mogelijkheid dat het pezen of bloedvaten zouden zijn, werd verworpen. Men achtte het wel een plausibele interpretatie dat het zou gaan om de myosepta, de kegelvormige scheidingswanden van de myotomen, de segmenten van de Musculus iliocaudalis en/of de musculus ischiocaudalis, gesegmenteerde spieren die tussen de staart en het bekken lopen.
Tussen de chevrons van de vierde en vijfde, en vijfde en zesde staartwervel zijn restanten gevonden van het verbindende bindweefselkapsel, het ligmamentum interhaemale. Daarnaast zijn de meeste aangetroffen spiervezels in het fossiel ingebed in een omvattende amorfe massa die vermoedelijk gedegenereerd bindweefsel of wellicht vet vertegenwoordigt — hoewel een zo jong dier nauwelijks de tijd kan hebben gehad een vetvoorraad op te bouwen.

#### Hoornschachten van de klauwen
Bij fossilisering gaan de hoornschachten van de klauwen van dinosauriërs meestal verloren. Bij Scipionyx zijn ze echter bewaard gebleven, althans bij de handen aangezien de voeten in hun geheel ontbreken. Bij twee nog aanwezige klauwen van de rechterhand bevinden de hoornschachten zich nog in hun natuurlijke positie en vormen een aanzienlijke verlenging, met ongeveer 40%, van de beenkern waarvan ze de kromming zeisvormig voortzetten. De derde klauwschacht is echter aan de punt platgedrukt en opengeklapt. Bij de linkerhand zijn de punten van de schachten gebroken en omgebogen waarbij echter de bases vast bleven zitten. Dit laatste is een teken dat het karkas niet lang in het water kan hebben gelegen. De tweede klauw van de linkerhand is het langst met 7,7 millimeter. Duidelijk is zichtbaar dat de schacht bovenop dichter en donkerder is dan onderop net als bij levende reptielen. Dit suggereert dat de oorspronkelijke hoornstof nog aanwezig is maar dat kon niet bevestigd worden omdat besloten werd deze elementen waarvan de ongeschonden vorm een belangrijk deel van de gaafheid van het fossiel uitmaakt, niet te beschadigen.

#### WasScipionyxbevederd?

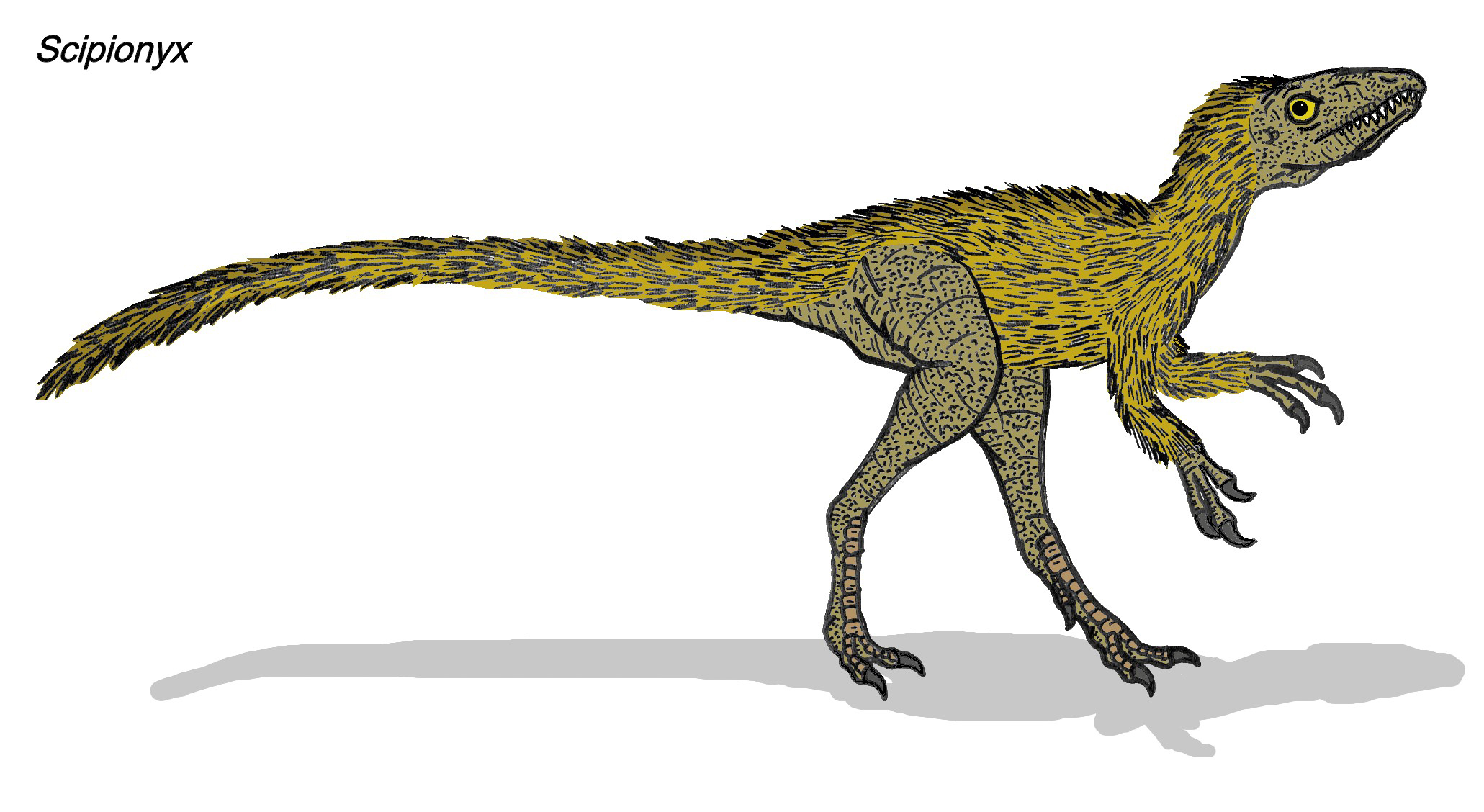
Scipionyx wordt meestal met veren afgebeeld...

Het fossiel van Scipionyx toont geen restanten van schubben of veren. In 1999 suggereerde Philip Currie dat die toch aanwezig waren, vertegenwoordigd door de raadselachtige holle vezels bij de staartbasis. Dal Sasso en Maganuco verwierpen die mogelijkheid echter omdat de aangetroffen vezels aan beide uiteinden taps toelopen, wat bij primitieve haarachtige veren niet het geval is.

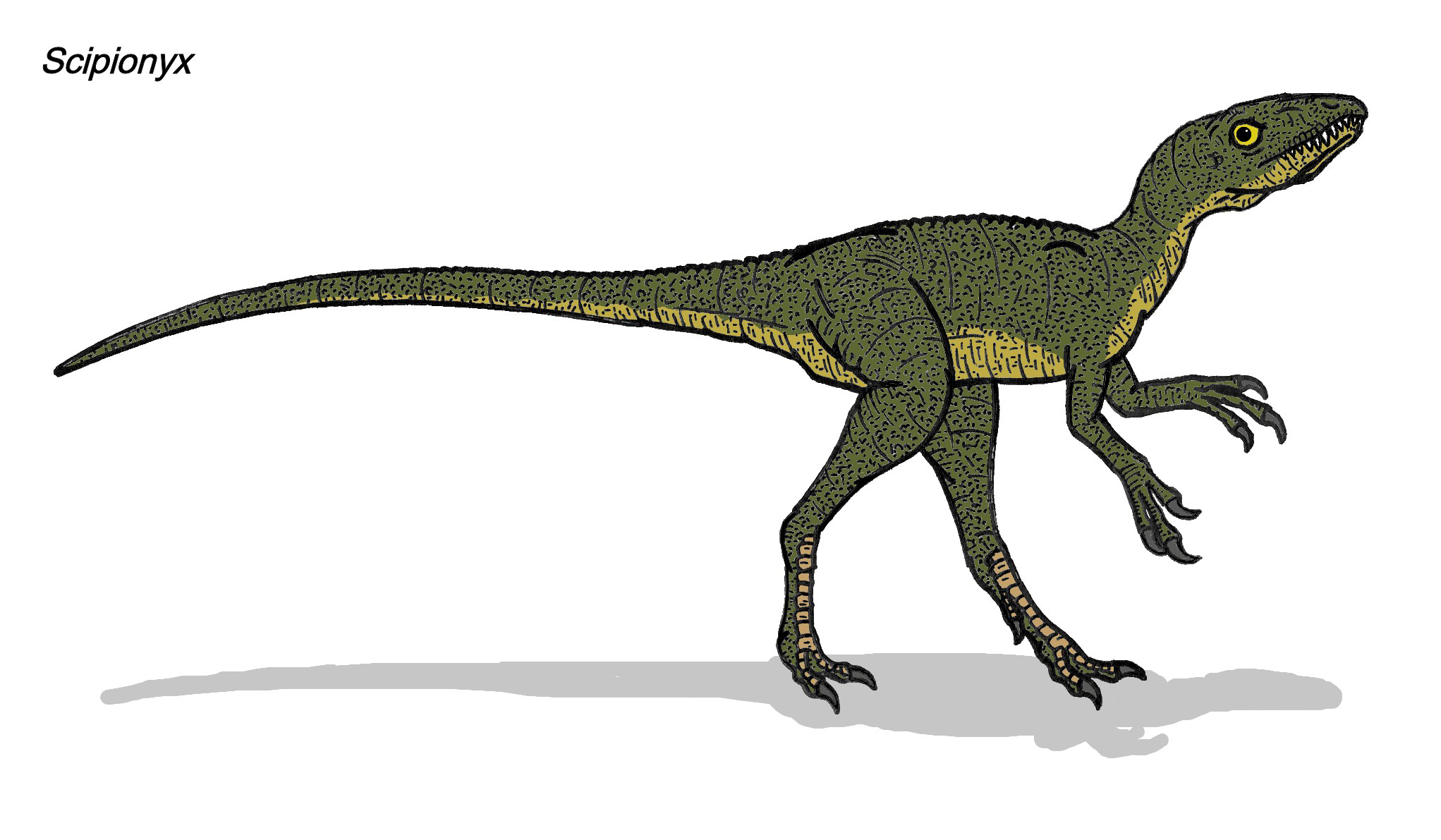
...maar kan ook "naakt" geweest zijn

Toch namen ze aan dat Scipionyx een primitief verenkleed zou hebben bezeten daar dit is aangetroffen bij de verwanten Sinosauropteryx en Sinocalliopteryx. Helemaal zeker is dit niet want Juravenator toont op de staart juist schubben maar — om de zaak nog complexer te maken — ook nog structuren die als haarachtige veren zijn geïnterpreteerd. Als zeer klein, vermoedelijk warmbloedig, dier zou het individu van het holotype veel baat hebben gehad bij een isolerende lichaamsbedekking die te snelle afkoeling zou hebben voorkomen. Aan de andere kant is het zeer goed mogelijk dat daarnaast bepaalde lichaamsdelen geschubd waren, zoals de tenen die ook bij moderne vogels nog door schubben beschermd worden. De meeste illustraties tonen een primitief verenkleed, soms haarachtig, soms van dons.

## Fylogenie
Scipionyx werd door de beschrijvers binnen de Coelurosauria in de Compsognathidae geplaatst. Een uitgebreide kladistische analyse die deel uitmaakte van de monografie uit 2011 vond dat de meeste Compsognathidae een natuurlijke groep vormden — in tegenstelling tot sommige eerdere analyses die als uitkomst hadden dat de verschillende compsognathiden zich achtereenvolgens van de coelurosaurische stamboom hadden afgesplitst — en dat Scipionyx zich basaal in de Compsognathidae bevond, dus onderin hun aftakking, als zustersoort van Orkoraptor.
Een kladogram dat de positie van Scipionyx in de stamboom volgens de studie van 2011 toont, is het volgende:
|  | Scipionyx  |
|  |            |
|  | Orkoraptor |
|  |            |

|  | Huaxiagnathus                                                   |
|  |                                                                 |
|  | \| \| Sinosauropteryx \| \| \| \| \| \| Juravenator \| \| \| \| |
|  |                                                                 |
|  | Sinosauropteryx                                                 |
|  |                                                                 |
|  | Juravenator                                                     |
|  |                                                                 |

|  | Sinosauropteryx |
|  |                 |
|  | Juravenator     |
|  |                 |

|  | Huaxiagnathus                                                   |
|  |                                                                 |
|  | \| \| Sinosauropteryx \| \| \| \| \| \| Juravenator \| \| \| \| |
|  |                                                                 |
|  | Sinosauropteryx                                                 |
|  |                                                                 |
|  | Juravenator                                                     |
|  |                                                                 |

|  | Sinosauropteryx |
|  |                 |
|  | Juravenator     |
|  |                 |

|  | Huaxiagnathus                                                   |
|  |                                                                 |
|  | \| \| Sinosauropteryx \| \| \| \| \| \| Juravenator \| \| \| \| |
|  |                                                                 |
|  | Sinosauropteryx                                                 |
|  |                                                                 |
|  | Juravenator                                                     |
|  |                                                                 |

|  | Sinosauropteryx |
|  |                 |
|  | Juravenator     |
|  |                 |

|  | Huaxiagnathus                                                   |
|  |                                                                 |
|  | \| \| Sinosauropteryx \| \| \| \| \| \| Juravenator \| \| \| \| |
|  |                                                                 |
|  | Sinosauropteryx                                                 |
|  |                                                                 |
|  | Juravenator                                                     |
|  |                                                                 |

|  | Sinosauropteryx |
|  |                 |
|  | Juravenator     |
|  |                 |

|  | Scipionyx  |
|  |            |
|  | Orkoraptor |
|  |            |

|  | Huaxiagnathus                                                   |
|  |                                                                 |
|  | \| \| Sinosauropteryx \| \| \| \| \| \| Juravenator \| \| \| \| |
|  |                                                                 |
|  | Sinosauropteryx                                                 |
|  |                                                                 |
|  | Juravenator                                                     |
|  |                                                                 |

|  | Sinosauropteryx |
|  |                 |
|  | Juravenator     |
|  |                 |

|  | Huaxiagnathus                                                   |
|  |                                                                 |
|  | \| \| Sinosauropteryx \| \| \| \| \| \| Juravenator \| \| \| \| |
|  |                                                                 |
|  | Sinosauropteryx                                                 |
|  |                                                                 |
|  | Juravenator                                                     |
|  |                                                                 |

|  | Sinosauropteryx |
|  |                 |
|  | Juravenator     |
|  |                 |

|  | Huaxiagnathus                                                   |
|  |                                                                 |
|  | \| \| Sinosauropteryx \| \| \| \| \| \| Juravenator \| \| \| \| |
|  |                                                                 |
|  | Sinosauropteryx                                                 |
|  |                                                                 |
|  | Juravenator                                                     |
|  |                                                                 |

|  | Sinosauropteryx |
|  |                 |
|  | Juravenator     |
|  |                 |

|  | Huaxiagnathus                                                   |
|  |                                                                 |
|  | \| \| Sinosauropteryx \| \| \| \| \| \| Juravenator \| \| \| \| |
|  |                                                                 |
|  | Sinosauropteryx                                                 |
|  |                                                                 |
|  | Juravenator                                                     |
|  |                                                                 |

|  | Sinosauropteryx |
|  |                 |
|  | Juravenator     |
|  |                 |

|  | Scipionyx  |
|  |            |
|  | Orkoraptor |
|  |            |

|  | Huaxiagnathus                                                   |
|  |                                                                 |
|  | \| \| Sinosauropteryx \| \| \| \| \| \| Juravenator \| \| \| \| |
|  |                                                                 |
|  | Sinosauropteryx                                                 |
|  |                                                                 |
|  | Juravenator                                                     |
|  |                                                                 |

|  | Sinosauropteryx |
|  |                 |
|  | Juravenator     |
|  |                 |

|  | Huaxiagnathus                                                   |
|  |                                                                 |
|  | \| \| Sinosauropteryx \| \| \| \| \| \| Juravenator \| \| \| \| |
|  |                                                                 |
|  | Sinosauropteryx                                                 |
|  |                                                                 |
|  | Juravenator                                                     |
|  |                                                                 |

|  | Sinosauropteryx |
|  |                 |
|  | Juravenator     |
|  |                 |

|  | Huaxiagnathus                                                   |
|  |                                                                 |
|  | \| \| Sinosauropteryx \| \| \| \| \| \| Juravenator \| \| \| \| |
|  |                                                                 |
|  | Sinosauropteryx                                                 |
|  |                                                                 |
|  | Juravenator                                                     |
|  |                                                                 |

|  | Sinosauropteryx |
|  |                 |
|  | Juravenator     |
|  |                 |

|  | Huaxiagnathus                                                   |
|  |                                                                 |
|  | \| \| Sinosauropteryx \| \| \| \| \| \| Juravenator \| \| \| \| |
|  |                                                                 |
|  | Sinosauropteryx                                                 |
|  |                                                                 |
|  | Juravenator                                                     |
|  |                                                                 |

|  | Sinosauropteryx |
|  |                 |
|  | Juravenator     |
|  |                 |

|  | Scipionyx  |
|  |            |
|  | Orkoraptor |
|  |            |

|  | Huaxiagnathus                                                   |
|  |                                                                 |
|  | \| \| Sinosauropteryx \| \| \| \| \| \| Juravenator \| \| \| \| |
|  |                                                                 |
|  | Sinosauropteryx                                                 |
|  |                                                                 |
|  | Juravenator                                                     |
|  |                                                                 |

|  | Sinosauropteryx |
|  |                 |
|  | Juravenator     |
|  |                 |

|  | Huaxiagnathus                                                   |
|  |                                                                 |
|  | \| \| Sinosauropteryx \| \| \| \| \| \| Juravenator \| \| \| \| |
|  |                                                                 |
|  | Sinosauropteryx                                                 |
|  |                                                                 |
|  | Juravenator                                                     |
|  |                                                                 |

|  | Sinosauropteryx |
|  |                 |
|  | Juravenator     |
|  |                 |

|  | Huaxiagnathus                                                   |
|  |                                                                 |
|  | \| \| Sinosauropteryx \| \| \| \| \| \| Juravenator \| \| \| \| |
|  |                                                                 |
|  | Sinosauropteryx                                                 |
|  |                                                                 |
|  | Juravenator                                                     |
|  |                                                                 |

|  | Sinosauropteryx |
|  |                 |
|  | Juravenator     |
|  |                 |

|  | Huaxiagnathus                                                   |
|  |                                                                 |
|  | \| \| Sinosauropteryx \| \| \| \| \| \| Juravenator \| \| \| \| |
|  |                                                                 |
|  | Sinosauropteryx                                                 |
|  |                                                                 |
|  | Juravenator                                                     |
|  |                                                                 |

|  | Sinosauropteryx |
|  |                 |
|  | Juravenator     |
|  |                 |

|  | Scipionyx  |
|  |            |
|  | Orkoraptor |
|  |            |

|  | Huaxiagnathus                                                   |
|  |                                                                 |
|  | \| \| Sinosauropteryx \| \| \| \| \| \| Juravenator \| \| \| \| |
|  |                                                                 |
|  | Sinosauropteryx                                                 |
|  |                                                                 |
|  | Juravenator                                                     |
|  |                                                                 |

|  | Sinosauropteryx |
|  |                 |
|  | Juravenator     |
|  |                 |

|  | Huaxiagnathus                                                   |
|  |                                                                 |
|  | \| \| Sinosauropteryx \| \| \| \| \| \| Juravenator \| \| \| \| |
|  |                                                                 |
|  | Sinosauropteryx                                                 |
|  |                                                                 |
|  | Juravenator                                                     |
|  |                                                                 |

|  | Sinosauropteryx |
|  |                 |
|  | Juravenator     |
|  |                 |

|  | Huaxiagnathus                                                   |
|  |                                                                 |
|  | \| \| Sinosauropteryx \| \| \| \| \| \| Juravenator \| \| \| \| |
|  |                                                                 |
|  | Sinosauropteryx                                                 |
|  |                                                                 |
|  | Juravenator                                                     |
|  |                                                                 |

|  | Sinosauropteryx |
|  |                 |
|  | Juravenator     |
|  |                 |

|  | Huaxiagnathus                                                   |
|  |                                                                 |
|  | \| \| Sinosauropteryx \| \| \| \| \| \| Juravenator \| \| \| \| |
|  |                                                                 |
|  | Sinosauropteryx                                                 |
|  |                                                                 |
|  | Juravenator                                                     |
|  |                                                                 |

|  | Sinosauropteryx |
|  |                 |
|  | Juravenator     |
|  |                 |

|  | Scipionyx  |
|  |            |
|  | Orkoraptor |
|  |            |

|  | Huaxiagnathus                                                   |
|  |                                                                 |
|  | \| \| Sinosauropteryx \| \| \| \| \| \| Juravenator \| \| \| \| |
|  |                                                                 |
|  | Sinosauropteryx                                                 |
|  |                                                                 |
|  | Juravenator                                                     |
|  |                                                                 |

|  | Sinosauropteryx |
|  |                 |
|  | Juravenator     |
|  |                 |

|  | Huaxiagnathus                                                   |
|  |                                                                 |
|  | \| \| Sinosauropteryx \| \| \| \| \| \| Juravenator \| \| \| \| |
|  |                                                                 |
|  | Sinosauropteryx                                                 |
|  |                                                                 |
|  | Juravenator                                                     |
|  |                                                                 |

|  | Sinosauropteryx |
|  |                 |
|  | Juravenator     |
|  |                 |

|  | Huaxiagnathus                                                   |
|  |                                                                 |
|  | \| \| Sinosauropteryx \| \| \| \| \| \| Juravenator \| \| \| \| |
|  |                                                                 |
|  | Sinosauropteryx                                                 |
|  |                                                                 |
|  | Juravenator                                                     |
|  |                                                                 |

|  | Sinosauropteryx |
|  |                 |
|  | Juravenator     |
|  |                 |

|  | Huaxiagnathus                                                   |
|  |                                                                 |
|  | \| \| Sinosauropteryx \| \| \| \| \| \| Juravenator \| \| \| \| |
|  |                                                                 |
|  | Sinosauropteryx                                                 |
|  |                                                                 |
|  | Juravenator                                                     |
|  |                                                                 |

|  | Sinosauropteryx |
|  |                 |
|  | Juravenator     |
|  |                 |

|  | Scipionyx  |
|  |            |
|  | Orkoraptor |
|  |            |

|  | Huaxiagnathus                                                   |
|  |                                                                 |
|  | \| \| Sinosauropteryx \| \| \| \| \| \| Juravenator \| \| \| \| |
|  |                                                                 |
|  | Sinosauropteryx                                                 |
|  |                                                                 |
|  | Juravenator                                                     |
|  |                                                                 |

|  | Sinosauropteryx |
|  |                 |
|  | Juravenator     |
|  |                 |

|  | Huaxiagnathus                                                   |
|  |                                                                 |
|  | \| \| Sinosauropteryx \| \| \| \| \| \| Juravenator \| \| \| \| |
|  |                                                                 |
|  | Sinosauropteryx                                                 |
|  |                                                                 |
|  | Juravenator                                                     |
|  |                                                                 |

|  | Sinosauropteryx |
|  |                 |
|  | Juravenator     |
|  |                 |

|  | Huaxiagnathus                                                   |
|  |                                                                 |
|  | \| \| Sinosauropteryx \| \| \| \| \| \| Juravenator \| \| \| \| |
|  |                                                                 |
|  | Sinosauropteryx                                                 |
|  |                                                                 |
|  | Juravenator                                                     |
|  |                                                                 |

|  | Sinosauropteryx |
|  |                 |
|  | Juravenator     |
|  |                 |

|  | Huaxiagnathus                                                   |
|  |                                                                 |
|  | \| \| Sinosauropteryx \| \| \| \| \| \| Juravenator \| \| \| \| |
|  |                                                                 |
|  | Sinosauropteryx                                                 |
|  |                                                                 |
|  | Juravenator                                                     |
|  |                                                                 |

|  | Sinosauropteryx |
|  |                 |
|  | Juravenator     |
|  |                 |

|  | Scipionyx  |
|  |            |
|  | Orkoraptor |
|  |            |

|  | Huaxiagnathus                                                   |
|  |                                                                 |
|  | \| \| Sinosauropteryx \| \| \| \| \| \| Juravenator \| \| \| \| |
|  |                                                                 |
|  | Sinosauropteryx                                                 |
|  |                                                                 |
|  | Juravenator                                                     |
|  |                                                                 |

|  | Sinosauropteryx |
|  |                 |
|  | Juravenator     |
|  |                 |

|  | Huaxiagnathus                                                   |
|  |                                                                 |
|  | \| \| Sinosauropteryx \| \| \| \| \| \| Juravenator \| \| \| \| |
|  |                                                                 |
|  | Sinosauropteryx                                                 |
|  |                                                                 |
|  | Juravenator                                                     |
|  |                                                                 |

|  | Sinosauropteryx |
|  |                 |
|  | Juravenator     |
|  |                 |

|  | Huaxiagnathus                                                   |
|  |                                                                 |
|  | \| \| Sinosauropteryx \| \| \| \| \| \| Juravenator \| \| \| \| |
|  |                                                                 |
|  | Sinosauropteryx                                                 |
|  |                                                                 |
|  | Juravenator                                                     |
|  |                                                                 |

|  | Sinosauropteryx |
|  |                 |
|  | Juravenator     |
|  |                 |

|  | Huaxiagnathus                                                   |
|  |                                                                 |
|  | \| \| Sinosauropteryx \| \| \| \| \| \| Juravenator \| \| \| \| |
|  |                                                                 |
|  | Sinosauropteryx                                                 |
|  |                                                                 |
|  | Juravenator                                                     |
|  |                                                                 |

|  | Sinosauropteryx |
|  |                 |
|  | Juravenator     |
|  |                 |

Een moeilijkheid bij het bepalen van de fylogenetische positie van Scipionyx is dat het een zeer jong dier betreft. Die plegen eigenschappen van de voorouders te tonen die bij het volwassen dier weer zouden verdwijnen. Dit kan bij een analyse erin resulteren dat de positie in de stamboom te laag uitvalt. Dat Scipionyx tot de meest basale compsognathide klade behoort, vonden Dal Sasso & Maganuco zelf daarom al verdacht. Daarbij wezen ze erop dat Orkoraptor dermate slechts bekend is dat het hoogst onwaarschijnlijk moeten worden geacht dat hij echt de zustersoort van Scipionyx vormt.
Een nog fundamenteler kritiek uitte in 2021 Andrea Cau. Hij vond het verdacht dat comspognathiden de verwachte lichaamsomvang hebben van de jongen van grote soorten theropoden terwijl die jongen zelf vrijwel nooit aangetroffen zijn. Hij vermoedde dat comspognathiden een kunstmatige groep vertegenwoordigen, bestaande uit jongere dieren van onderling niet nauw verwante grote soorten. Hij voerde een fylogenetische analyse uit waarin die kenmerken waren weggelaten die tijdens de groei sterk veranderen. Scipionyx viel dan uit als een lid van de Carcharodontosauridae. Een dergelijke band met de fauna van Gondwana zou ondersteund worden door de vondst in Latium van de resten van een lid van de Titanosauria, de eerste sauropode in Italië aangetroffen.

## Levenswijze

### Leefgebied

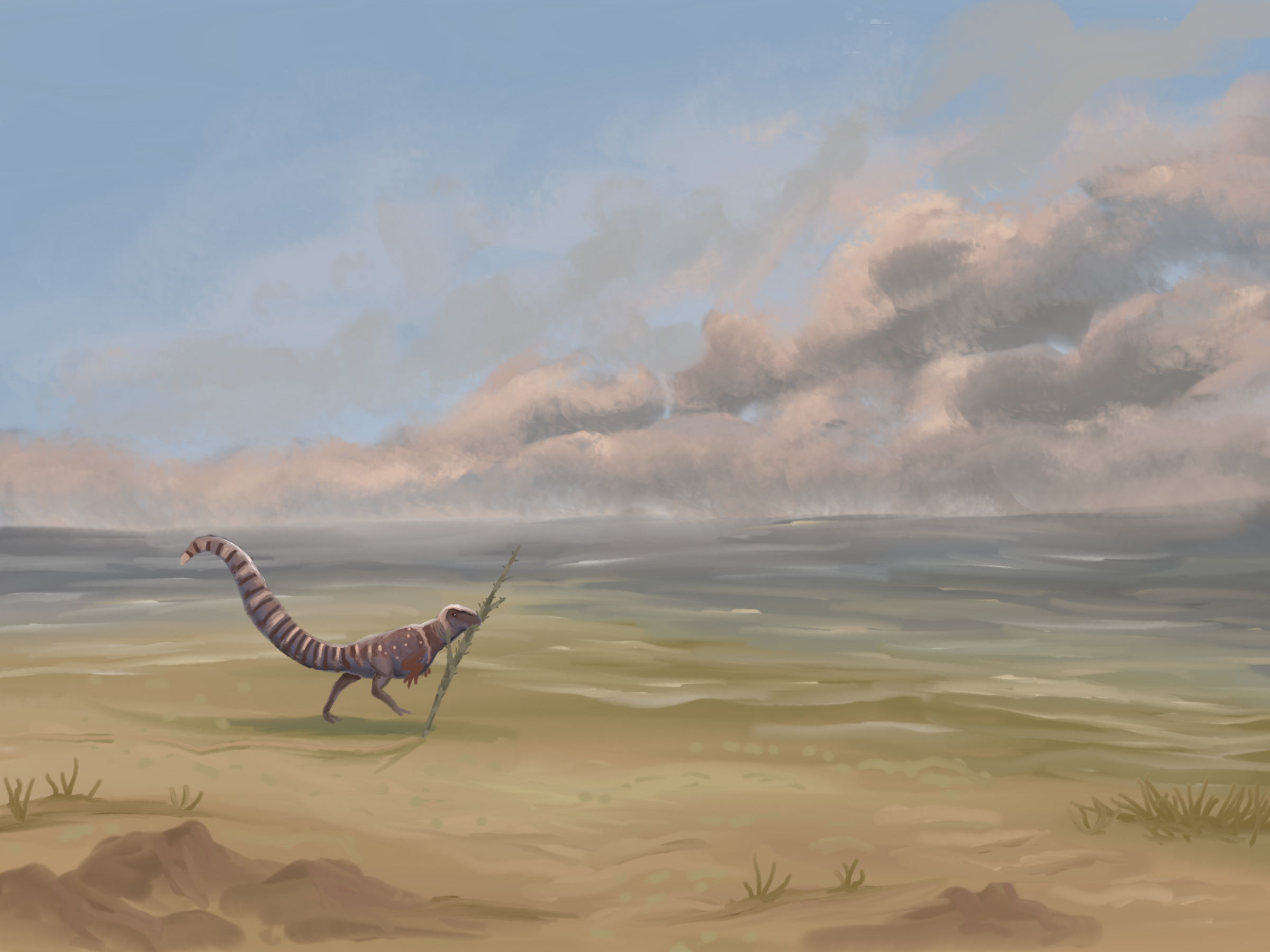
Scipionyx in zijn habitat

De locatie waar Scipionyx gevonden werd, maakte in het Albien deel uit van de Adriatische Plaat, een tektonische plaat die ten noorden van het Afrikaanse continent lag en grotendeels bedekt was door de ondiepe Tethyszee, hoewel daar wat grotere eilanden met een oppervlakte van enkele duizenden vierkante kilometer bovenuit staken. Scipionyx is opgegraven uit een zeeafzetting maar zijn aanwezigheid en die van andere landdieren doet vermoeden dat land niet heel ver afwezig kan zijn geweest. Dat land moet dan een stuk van een onderverdeling van de Adriatische Plaat, het Apennijnse Platform, geweest zijn dat in totaal zo'n tweehonderdvijftig bij tweehonderd kilometer mat. Het is echter onwaarschijnlijk dat dit in zijn geheel boven de zeespiegel uitstak; ook dit platform was weer onderverdeeld in kleinere brokken; het stukje continent van Pietraroja bevond zich indertijd ten westen van wat later Midden-Italië zou worden, richting het latere Tunesië. Net als bij zijn verwanten Compsognathus en Juravenator wordt dus ook voor Scipionyx aangenomen dat hij op kleine eilandjes leefde.
Als zijn leefgebied in oppervlakte beperkt was, is het waarschijnlijk dat Sciopnyx daar het grootste roofdier vormde, de apexpredator van zijn habitat. Er zijn echter ook aanwijzingen dat bij tijd en wijle de zeespiegel aanzienlijk daalde en de eilanden door landbruggen verbonden werden waardoor grotere dieren vanuit Afrika of vanaf de noordelijker en oostelijker eilanden van de Europese Archipel die van de Adriatische Plaat konden bereiken. Zo zijn er onder andere voetafdrukken gevonden van grote theropoden en grote Sauropoda. Leefde Scipionyx tijdens zo'n fase dan was hij slechts een dwerg onder de aanwezige dieren. Heel lang duurde zo'n situatie echter kennelijk niet want er is geen bewijs voor dwergvorming: de verkleining van de lichaamsgrootte als aanpassing aan de geringere voedselopbrengsten van een (schier)eiland. Dwergsauropoden zijn niet aangetroffen en ook zelf was Scipionyx geen dwergvorm onder zijn verwanten: compsognathiden waren allemaal vrij klein. Als het water weer oprukte stierven de grote dieren weer uit. Scipionyx was vermoedelijk goed in staat zich ook op kleine eilanden te handhaven. Toch dachten Dal Sasso & Maganuco niet dat hij er al tientallen miljoenen jaren leefde; ze achtten het het waarschijnlijkst dat ook hij een vrij recente immigrant over een landbrug was, vermoedelijk uit Afrika. Hun eigen fylogenetische analyse lijkt dat te weerspreken: die toont Scipionyx immers als een basale vorm, precies de positie die men zou verwachten bij een soort die al lange tijd geïsoleerd leefde. Ze wezen er echter op dat de jeugdige leeftijd van het exemplaar de illusie van een oudere ontwikkelingsgraad geschapen kan hebben aangezien jonge dieren vaak meer op hun voorouders lijken dan volwassen individuen.
Iets wat toch op een langdurige isolatie lijkt te wijzen, is het voorkomen op de vondstlocatie van een soort van Eichstaettisaurus: E. gouldi. De andere soort die in dat genus benoemd is, Eichstaettisaurus schroederi, werd aangetroffen in de Solnhofener kalksteen en is dus maar liefst veertig miljoen jaar ouder. Ondanks dat enorme tijdsinterval wilde de naamgeefster Susan Evans in 2004 er geen apart geslacht voor benoemen omdat de ene hagedis zo sterk op de andere leek — ze vernoemde de soort zelfs speciaal naar Stephen Jay Gould, de grondlegger van de leer van het punctuated equilibrium die inhoudt dat soorten lange tijd onveranderd kunnen blijven.

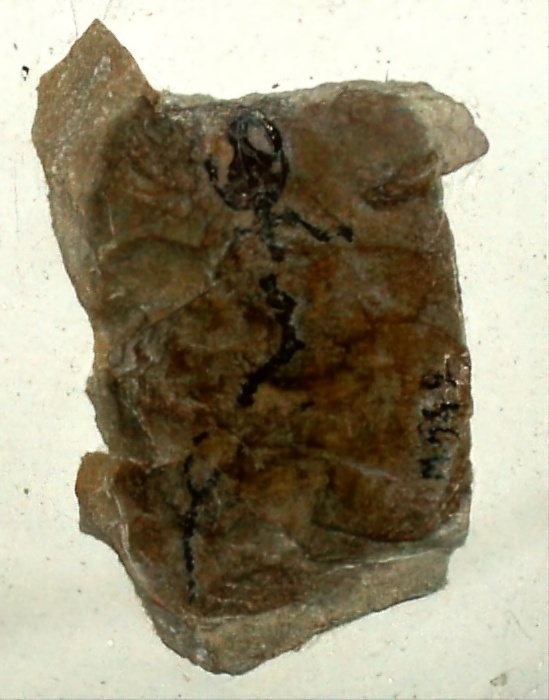
Celtedens

De verdere bekende landdieren uit Pietroroja zijn ook klein: het amfibie Celtedens megacephalus, de brughagedis Derasmosaurus en de hagedis Chometokadmon.

### Voedsel
Scipionyx was een vleeseter. Als het volwassen dier zo'n twee meter lang werd, zal zijn voedsel grotendeels bestaan hebben uit vrij kleine prooien — ook indien er grotere dieren op de eilanden leefden. Misschien dat het nogal stevige gebit erop duidt dat ook wel dieren die even groot waren gedood werden, zoals andere kleine dinosauriërs. Het holotype, een piepjong kuiken, was daartoe nog niet in staat. Waaruit diens dieet bestond, toont het fossiel zelf want daarin het bewaarde darmkanaal zijn de resten van zijn maaltijden nog aanwezig, wellicht alles wat hij in zijn korte leven gegeten had.
In de slokdarm zijn een achttal schubben en wat botfragmenten gevonden. Die waren niet als zodanig los ingeslikt maar zijn vermoedelijk tijdens de stuiptrekkingen tijdens het sterven uit de maag opgeboerd. Op de mogelijke positie van dat laatste orgaan is een cluster gevonden van kleine botjes. Deze omvatten: een enkel met daaraan een middenvoet met vijf middenvoetsbeenderen, het geheel met een breedte van drie millimeter; een staartwervel; de bovenkant van een ellepijp; en, meer naar beneden gelegen, een niet te identificeren stukje bot dat net onder het opperarmbeen van het fossiel uitsteekt. Als dit de resten vertegenwoordigt van een enkele prooi gaat het vermoedelijk om een hagedis of een van de Mesoeucrocydylia. In het laatste geval zou het om een wel heel klein dier gaan voor een lid van die groep, dus Dal Sasso & Maganuco vonden een hagedis het waarschijnlijkst, zij het van een basaal type zonder breuklijn in de wervel voor het afwerpen van de staart.
In het neergaand traject van de twaalfvingerige darm zijn op twee plaatsen clusters schubben te zien, vermoedelijk mede van een hagedis; op een derde positie bevindt zich een vissenwervel. Ook de nuchtere darm toont visresten: een cluster van tientallen vissenwervels, vermoedelijk van een lid van de Clupeomorpha, bevindt zich onder de derde ruggenwervel van het fossiel. Een tweede cluster, mogelijk ook van wervels, bevindt zich op de grens van de nuchtere darm en de korte darm. In de fecaliën die in de endeldarm aanwezig waren bevond zich een heel stuk vissenhuid met minstens zeventien schubben die toebehoord moeten hebben aan een vis uit de Osteoglossiformes die gezien de groeiringen op de schubben negen seizoenen oud was.
Op grond van deze resten en hun positie in het darmkanaal kan gereconstrueerd worden in welke volgorde het holotype zijn prooien verslonden heeft: allereerst een vis van ongeveer vier à vijf centimeter lengte; daarna een kleinere vis van twee à drie centimeter lang; als derde een hagedis van tien à twaalf centimeter; vervolgens een duidelijk grotere hagedis van vijftien tot veertig centimeter lengte en uiteindelijk nog wat onbepaalde kleine gewervelden. Mocht de voorlaatste prooi werkelijk tegen de veertig centimeter gemeten hebben, dan achtten Dal Sasso & Maganuco het onmogelijk dat het jonge dier die alleen bedwongen kon hebben dat het zelf niet veel langer was. Het zou dan een aanwijzing voor het eten van aas of van broedzorg door ouders die hun kroost voerden.
Het geheel vertegenwoordigt een gevarieerd dieet en is daarmee een bewijs dat Scipionyx zich niet specialiseerde in een bepaalde prooi maar alle vrat wat hij te pakken kon krijgen. Dat hagedissen gegeten werden, die snel konden wegschieten, is een aanwijzing voor een actieve jachttactiek. De vissen zijn misschien bij eb aan het strand gevonden; het afzoeken van lange stukken kustlijn duidt opnieuw op een relatief hoge mobiliteit. Zo'n actief en mobiel gedrag zou eenvoudiger door grote dieren zijn vol te houden en daarom opnieuw een aanwijzing zijn voor broedzorg.

### Fysiologie
Bij uitgestorven dieren is het vaak erg moeilijk hun fysiologie te bepalen: hoe de organen apart en als samenhangend geheel functioneerden. Vooral wat betreft de werking van de ademhaling, spijsvertering en stofwisseling is het zeer lastig gegevens te verkrijgen over waarin ze van huidige dieren afweken — dát die processen plaatsvonden, staat op zich niet ter discussie. Het fossiel van Scipionyx, met zijn unieke preservering van de weke delen, stelt de wetenschap in staat de vroegere speculaties over de fysiologie van de Mesozoïsche dinosauriërs met harde feiten aan te vullen.

#### Spijsvertering
Het korte maar brede darmkanaal van Scipionyx bevestigt dat hij een vleeseter was: het duidt op een eenvoudige vertering en snelle opneming van dierlijke eiwitten. Het opnemingsvermogen werd nog vergroot door de darmplooien, de plicae circulares, die het werkzame oppervlak vergrootten. De eenvoud van de vertering houdt overigens niet noodzakelijkerwijs in dat het voedsel het darmtraject snel doorliep; het kan ook zijn dat dit vrij traag gebeurde om de efficiëntie, in de zin van de hoeveelheid energie en bouwstoffen die per hoeveelheid voedsel verworven werd, te optimaliseren. De meeste gewervelde roofdieren zijn overigens in staat om uit het gegeten vlees 75% van de energetische waarde te winnen.
In de maag bevonden zich nog botten van een hagedis; die waren niet door maagzuur aangetast, een teken dat de maaltijd minder dan een dag oud was. Het is mogelijk dat de opening tussen maag en darmkanaal te klein was om grotere botten door te laten en dat zulke resten langere tijd werden vastgehouden totdat een deel van hun calcium opgelost was: als jong groeiend dier zal het holotype aan deze bouwstof veel behoefte hebben gehad en ook voor volwassen dieren dreigde steeds een kritisch tekort. Botten zijn meestal te groot om op deze wijze geheel verwerkt te worden; werden het er te veel dan hoestte het dier ze weer op. Kleinere stukken konden het darmkanaal wel bereiken maar worden daarin bij geen enkele bekende gewervelde nog verder verteerd. Dat zulke brokjes toch teruggevonden zijn is een teken dat de vertering bij Scipionyx meer verliep als bij moderne Lepidosauromorpha dan als bij huidige Archosauria: bestaande krokodilachtigen en vogels lossen alle botfragmenten op of werken ze naar buiten als braakbal. Het kan dus zijn dat de uitgang van de maag helemaal niet klein was en volledige botten de darmen passeerden; hierop wijst ook de aanwezigheid van botmateriaal in grote coprolieten die aan grotere theropoden worden toegeschreven. Vissen bevatten veel calcium en het kan zijn dat zijn ouders het jong speciaal zulk voedsel voerden of dat hij er zelf instinctief naar op zoek ging. De schubben in het darmkanaal kunnen van een stuk huid van een reptiel geweest zijn; zulke hoornstof is moeilijk te verteren en verliet vermoedelijk in de uitwerpselen weer het lichaam waarin het in dit geval ook aanwezig is.
Dal Sasso en Maganuco meenden dat een dier zo jong als het holotype niet in staat zou zijn geweest de botten doormidden te bijten. Aangezien het onwaarschijnlijk was dat het zich had kunnen voeden aan een kadaver dat toevallig door een ander dier in stukken gebeten was, zagen ze de brokken als een sterke aanwijzing dat het jong door de ouders gevoerd werd.

#### Ademhaling en stofwisseling

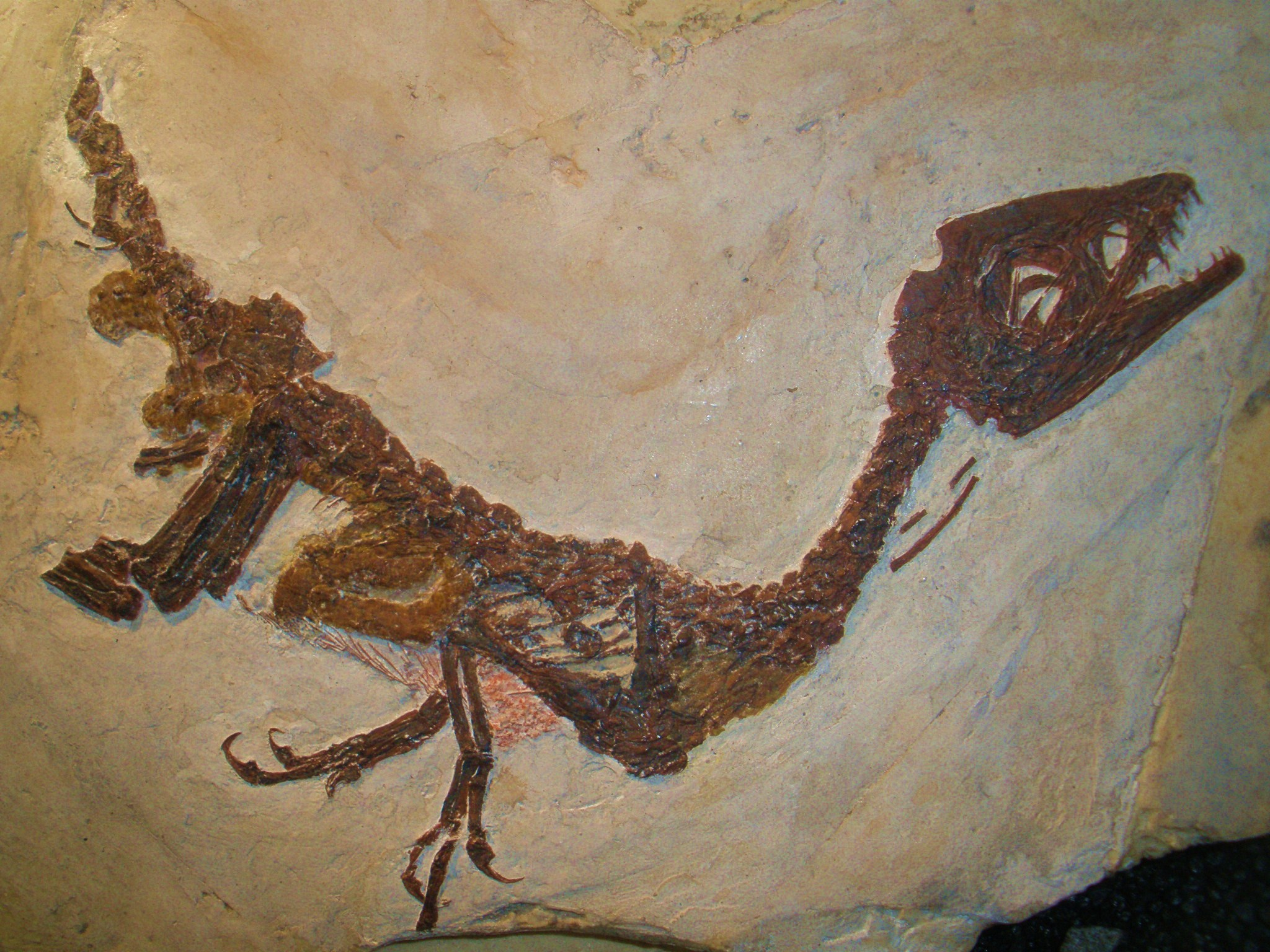
Foto's en slechte kopieën van originele fossielen kunnen zeer misleidend zijn; zo meende Ruben de positie van een middenrif te kunnen bepalen dat er niet was

Afgezien van het stukje luchtpijp is er van het ademhalingssysteem niets bewaard gebleven: longen en luchtzakken zijn vergaan. Desalniettemin meende John Ruben in 1997 en 1999 uit het fossiel van Scipionyx verregaande conclusies te mogen trekken over de ademhaling van dinosauriërs in het algemeen. Ruben is in het debat onder de oorsprong van de vogels een tegenstander van de hypothese dat vogels dinosauriërs zijn. De kloof tussen die groepen poogde hij in de jaren negentig te verbreden door aan te nemen dat dinosauriërs, anders dan moderne vogels, alle koudbloedig waren. Als koudbloedige dieren zouden ze geen heel goede zuurstofvoorziening nodig gehad hebben. Het systeem van luchtzakken dat vogels gebruiken om continu verse lucht in één richting door de longen te pompen, zou bij dinosauriërs dus ontbreken. In plaats daarvan zouden ze een methode toegepast hebben waarvan Ruben meende dat die ook door de krokodilachtigen aangewend werd: de lever perste en zoog balgvormige longen om beurten leeg en vol, daartoe aangedreven door beweeglijke schaambeenderen. Tussen lever en longen en ook achter de lever zouden zich twee middenriffen bevonden hebben, de achterste bestaande uit een spierlaag, de voorste uit een pure bindweefsellaag. Dat voorste middenrif nu meende Ruben bij zowel het holotype van Sinosauropteryx als dat van Scipionyx te hebben waargenomen, althans op foto's daarvan daar hij de originelen nooit direct bestudeerde. Wat Sinosauropteryx betreft, toonde Gregory S. Paul al in 2001 aan dat Ruben zich had laten misleiden door een met lijm gevulde breuk in de fossiele plaat. In 2011 stelden Dal Sasso en Maganuco dat er ook in het geval van Scipionyx geen sprake was van een duidelijke afscheiding. Dat werd al uitgesloten door het feit dat de lever als een vage halo bewaard is gebleven. Dat de lever zeer groot zou zijn en de romp in twee duidelijke delen splitste, kon aldus niet bewezen worden; daarbij hebben ook sommige jonge vogels zeer grote levers. Ruben meende ook in de onderste buikholte de resten te hebben waargenomen van de musculus diaphragmaticus die bij krokodillen schaambeen en lever verbindt. De vermeende spier bleek echter een harde calcietnodule te zijn die de preparateur zo veel mogelijk weg had willen graveren waardoor groefjes ontstonden die de illusie scheppen van spiervezels. Rubens strikte dichotomie tussen het systeem van vogels en krokodillen werd in 2010 doorbroken door de ontdekking dat ook Alligator een ademhaling heeft met een luchtstroom in één richting en in 2012 door een studie die wees op de onvermoede aanwezigheid van primitieve luchtzakken bij krokodillen.
Behalve op het vermeende middenrif wees Ruben ook op de lage positie van de luchtpijp bij Scipionyx. Dit zou meer met de situatie bij de krokodillen overeenkomen dan met die bij de vogels waar de luchtpijp hoog eindigt om aan te sluiten bij de parabronchi van de stijve vogellong die hoog aan de borstkas bevestigd is. Paul wierp al in 2001 echter tegen dat de positie van de luchtpijp bij vogels uiterst variabel is: bij sommige soorten kronkelt die in enorme lussen door de nek of loopt zelfs eerst in een grote bocht over de buik alvorens weer naar boven te buigen. Gezien die variabiliteit is het de vraag of uit de situatie bij het fossiel van Scipionyx betrouwbare conclusies kunnen worden getrokken.
Bij het fossiel bevindt zich een vreemde lege ruimte tussen de schaambeenderen en de darmmassa. Volgens Paul suggereert dit de aanwezigheid van een achterste luchtzak. Ook David Martill opperde dat in 2000, in verband met een beschrijving van het fossiel van Mirischia, waar hij het achterste ontluchtingskanaal van zo'n luchtzak had gemeende aan te treffen. Dal Sasso & Maganuco wierpen echter tegen dat bij moderne vogels zulke achterste luchtzakken op de zijden van de buikholten liggen en de darmen niet naar voren dringen. Ze achten daarom hun alternatieve hypothese dat de ruimte gevuld zou zijn door de dooierzak, waarschijnlijker.
Een meer indirecte aanwijzing voor de aanwezigheid van luchtzakken vormen gepneumatiseerde wervels die in hun wanden openingen hebben waardoor de uitlopers, de diverticula, van de luchtzakken hun holle binnenruimte kunnen binnendringen. Scipionyx heeft inderdaad gepneumatiseerde halswervels en ruggenwervels. Bij vogels zijn er drie belangrijke luchtzakken: die van de halsbasis, de longen en de achterste buikholte. Ieder hebben ze hun eigen uitlopers en de grenzen van hun deelsystemen worden soms aangegeven doordat één wervel daar massief is. Van zulke hiaten in de pneumatisering heeft Scipionyx er inderdaad twee, een teken dat een volledig luchtzaksysteem aanwezig was. Dit is dan weer een sterke aanwijzing dat het dier warmbloedig was. Dat de longen inderdaad stijf waren, wordt ook aangetoond door de dubbele ribkoppen die een relatief stijve borstkas opleveren. De luchtzakken werden aangedreven door de overlappende en flexibele buikribben. Een systeem als bij de meer afgeleide Maniraptoriformes waar de borstribben flexibel ten opzichte van het borstbeen bewegen, aangedreven via haakvormige ribuitsteeksels, de processus uncinati, ontbrak bij Scipionyx.

### Groei

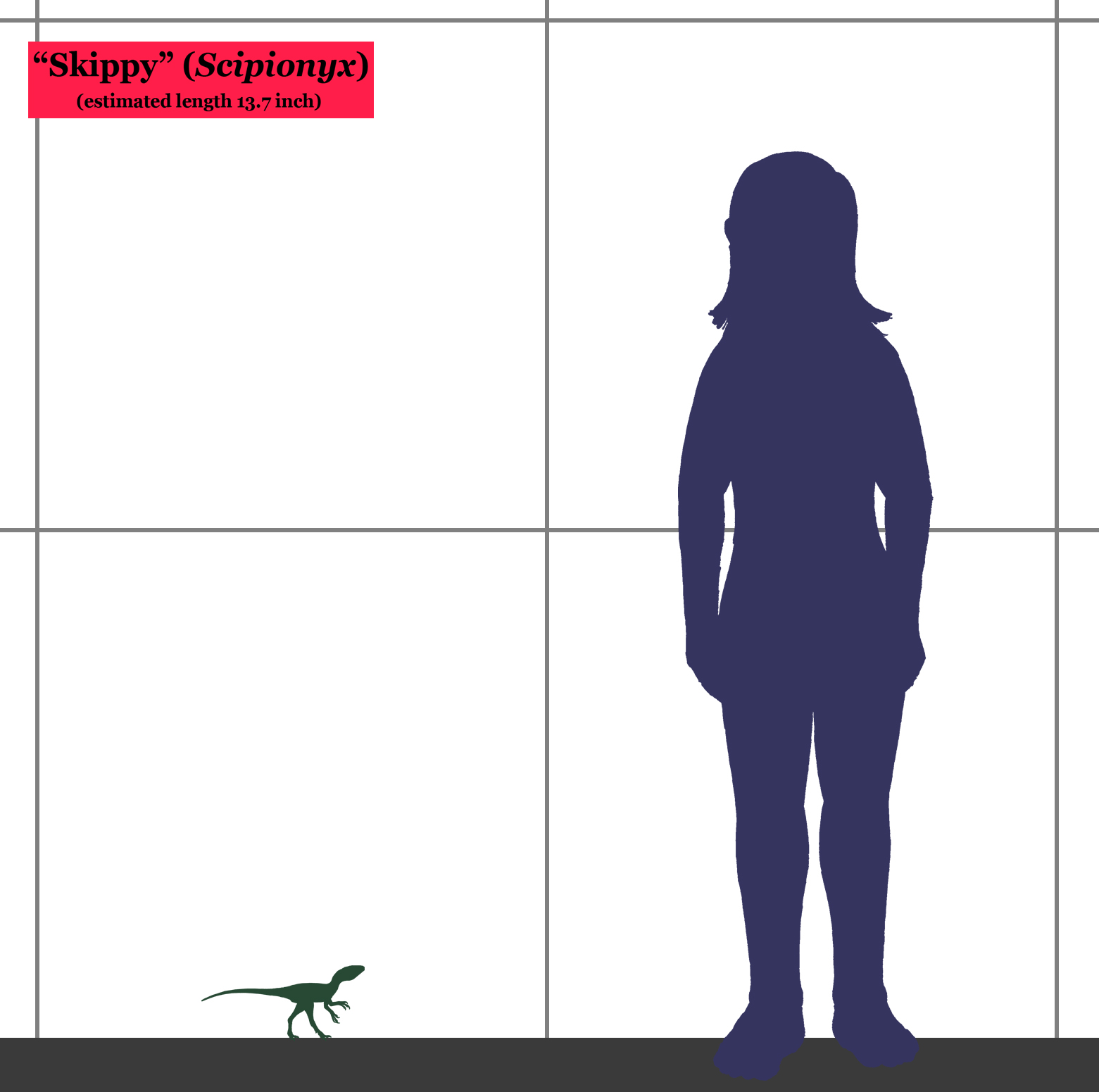
Een net uit het ei komende scipionyx had nog heel wat te groeien

Het holotype van Scipionyx is een van de weinige bekende fossielen van een kuiken van een basale theropode; de belangrijkste andere zijn de kuikens van Byronosaurus die veel minder compleet zijn. Het exemplaar kan dus unieke informatie verschaffen over de vroege groei bij deze groep. Dit wordt echter bemoeilijkt door het feit dat geen (meer) volwassen exemplaren bekend zijn. Wel zijn er vrij veel halfwas compsognathiden bekend die als vergelijkingsmodel kunnen dienen voor het iets oudere jong.
In het algemeen blijkt de zeer jonge leeftijd van het exemplaar uit het ruwe botoppervlak veroorzaakt door een onvolkomen verbening van het beenvlies en uit het nog onvergroeid blijven van vele elementen. Daarnaast kunnen die elementen een andere vorm hebben dan bij het volwassen dier en wat de tanden betreft zelfs in aantal veranderen. Door de verandering in vorm kunnen de onderlinge proporties ook sterk verschillend zijn.
Zeer groot is bij het jong de schedel die in lengte gelijk is aan 48% van de wervelkolom tussen de heup en het achterhoofd. Bij het meer uitgegroeide Duitse exemplaar van Compsognathus is dat 40%, bij het nog oudere Franse 30%. Het is echter niet zeker of dit een echt juveniel kenmerk is want bij Juravenator ligt het zelfs boven de helft. Daar is daarentegen de kop veel langwerpiger: een meer typisch jeugdige eigenschap is dus dat de kop een korte snuit heeft met grote ronde oogkassen. Hier hangt mee samen dat de neusbeenderen erg kort zijn, de fenestra maxillaris erg naar voren geplaatst is, de voorste tak van de maxilla bijna niet bestaat, de bovenste tak van het traanbeen kort is en in de onderkaak ook het dentarium een geringe relatieve lengte heeft ten opzichte van het achterdeel. Minder zeker is of ook de achterwaartse positie van de achterrand van het neusgat hier een gevolg van is; ook grotere theropoden tonen dit soms. Typisch juveniele proporties tonen ook de schouder- en bekkengordel in de zin dat ze vrij klein zijn. In het bekken is de "voet" van het schaambeen kort en ook het blad van het darmbeen, wellicht samenhangend met de relatief geringere spierkracht die een klein dier nodig heeft. Minder duidelijk zijn de proporties van de ledematen. Door het ontbreken van het onderbeen kan de lengte van de achterpoot slechts ruw geschat worden. Het opperarmbeen is echter opvallend lang ten opzichte van het dijbeen; misschien betekent dit dat de achterpoot tijdens de groei nog in relatieve lengte toenam. De lange hand wordt echter niet gerelateerd aan de leeftijd gezien omdat ook andere compsognathiden lange handen bezitten.
Een element dat tijdens de groei in belang veranderde kan het prefrontale zijn, dat bij Scipionyx een opvallend groot deel van de oogkasrand uitmaakt maar bij andere Coelurosauria veel kleiner is of zelfs verdwenen. Wellicht dat het in de volwassen fase kleiner was. Bij het jukbeen ontbreekt een voorste opgaande tak naar het traanbeen; misschien dat die later uitgroeide.
Het meest opvallende geval van onvolledige verbening betreft de fontanel tussen de voorhoofdsbeenderen en de wandbeenderen. Dit is een zeldzaam kenmerk; zulke fontanellen zijn verder bij uitgestorven dinosauriërs alleen van Byronosaurus en de Sauropoda bekend waarvan sommige soorten, zoals Dicraeosaurus en Amargasaurus, zelfs als volwassen dieren open vensters behouden. Bij moderne vogels zijn ze echter niet zeldzaam. Ze sluiten meestal na hoogstens vijf weken en Dal Sasso & Maganuco concludeerden hieruit dat het holotype van Scipionyx niet ouder kan zijn geweest dan een paar weken. In de schedel zijn verder de beenderen van de hersenpan niet aan elkaar gegroeid en ook de ploegschaarbeenderen zijn nog in het geheel niet vergroeid ofschoon die bij volwassen theropoden meestal naadloos versmolten zijn.
Wat duidt op een zeer jonge leeftijd is het feit dat zelfs in de nek de wervelbogen niet met de wervellichamen vergroeid zijn, een verschijnsel dat verder alleen van dinosauriërembryo's bekend is. Dat ook de nekribben niet vastgegroeid zijn, viel daarom te verwachten daar die meestal pas op latere leeftijd versmelten. Evenzeer is het normaal dat de elementen van schouder- en bekkengordel nog geen versmelting tonen. In het bekken is het darmbeen goed verbeend, een teken dat het jong kon lopen. Onder vogels is het bij nestvlieders normaal dat dit proces al bij het uitkomen voltooid is. Hieruit kan echter niet geconcludeerd worden dat ook Scipionyx een nestvlieder was want ook bij nestblijvers duurt het maar een paar dagen voordat de verbening een feit is; hoogstens kan men de gevolgtrekking maken dat, indien een nestblijver, het holotype minstens die paar dagen oud was.
Bij de tanden is het juveniele karakter van het specimen duidelijk te zien in het feit dat de tandrijen aan beide zijden bijna perfect symmetrisch zijn. Het proces van tandwisseling dat deze symmetrie snel zou hebben doorbroken, was dus nog niet begonnen. Alle tanden zijn volledig uitgekomen: het is typisch voor Archosauria dat de jongen met een functioneel gebit het ei uitkomen. Soms begint de wisseling zelfs al in het ei; zij laat hoogstens een paar weken op zich wachten wat weer een bovengrens stelt aan de mogelijke leeftijd van het holotype. De leeftijd had vrij precies vastgesteld kunnen worden door de dentineafzetting te meten aan de hand van de lijnen van von Ebner, maar men was niet bereid daar een tand van het unieke exemplaar voor op te offeren: de gangbare meetmethode bestaat uit het doormidden zagen. Een ander teken van een lage leeftijd vormt het geringe aantal maxillaire en dentaire tanden: respectievelijk zeven en tien per zijde. Aangezien alle verwanten er meer hebben, is het waarschijnlijk dat er tijdens de groei nog tandposities bij kwamen. Hoeveel echter is zeer onzeker. Misschien dat de hoogte die de vertandingen aan de achterste snijrand bereiken, ongeveer 60 tot 80% van de kroonhoogte, een juveniel kenmerk is daar bij de kuikens van Byronosaurus de tanden nog helemaal geen kartelingen hebben terwijl volwassen theropoden vaak geheel gekartelde snijranden hebben. De afmetingen van de vertandingen zijn echter geen indicatie van de ouderdom daar die perfect neutraal allometrisch zijn: de kartelingen blijven eenzelfde relatieve grootte behouden ten opzichte van de tand als geheel.
Volgens Dal Sasso & Maganuco wordt de duidelijkste bovengrens aan de leeftijd gesteld door de grootte van de dooierzak, af te leiden uit de ruimte daarvoor in de buikholte. Die zou er op wijzen dat het dier hoogstens zeven dagen oud was en waarschijnlijk drie dagen oud. Uitgaande van een slechts geringe groei in die drie dagen kan het als embryo in een ei gepast hebben met een lengte van elf centimeter en een diameter van zes centimeter.